# Der Quiz-Champion

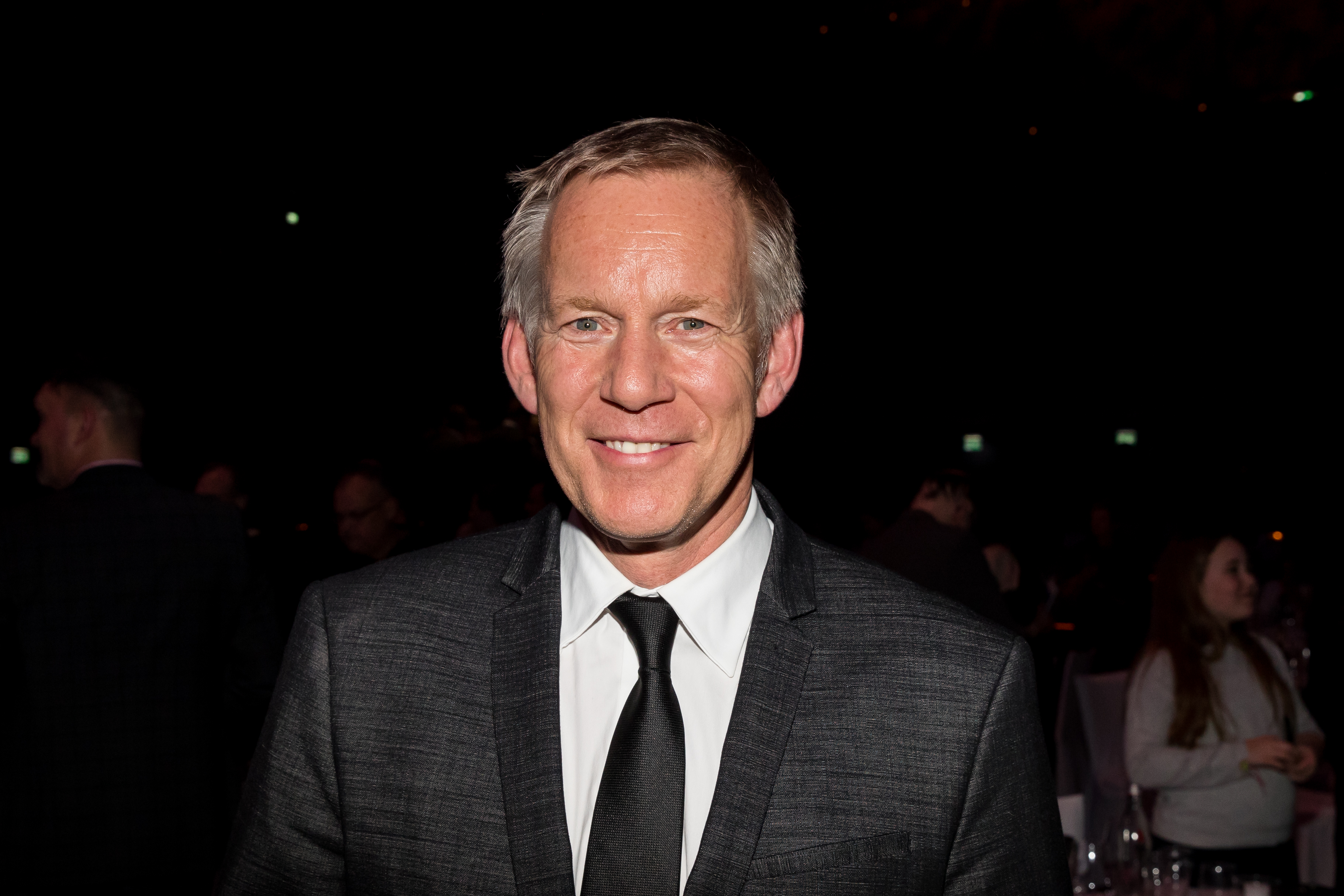
Moderator Johannes B. Kerner

Der Quiz-Champion (2012: Der Super-Champion) ist eine von Johannes B. Kerner moderierte Quizsendung im ZDF. Sie wird im Studio G des Studio Berlin-Adlershof produziert.

## Ablauf
| Monat/Jahr                                    | Gewinnsumme  |
| --------------------------------------------- | ------------ |
| April 2012 – November 2013                    | 500.000 Euro |
| Mai 2014 – Oktober 2015                       | 250.000 Euro |
| seit Mai 2016                                 | 100.000 Euro |
| Spezialausgaben mit abweichenden Gewinnsummen |              |
| Monat/Jahr                                    | Gewinnsumme  |
| November 2016 (Champions-Special)             | 250.000 Euro |
| Juli 2018 / September 2020 (Promi-Special)    | 025.000 Euro |

Ziel in Der Quiz-Champion ist es, als Kandidat eine Runde von fünf prominenten Experten zu besiegen und als „Quiz-Champion“ einen sechsstelligen Geldbetrag zu gewinnen.
Jeder einzelne Kandidat muss sich in einer Vorrunde qualifizieren, um dann in der Hauptrunde gegen die Experten anzutreten. Gegebenenfalls folgt ein Finale gegen einen oder mehrere, ebenfalls gegen die Experten erfolgreiche Kandidaten. Es gibt keine Joker. Als Off-Sprecher kommentiert Mark Bremer.

### Vorrunde
In der Vorrunde stellt Johannes B. Kerner dem Kandidaten offene Fragen. Um sich für die Hauptrunde zu qualifizieren, muss der Kandidat innerhalb einer Minute sieben richtige Antworten geben. Hierbei sind Mehrfachnennungen von Lösungen (bis 2013) und ein Übergehen der Fragen („weiter!“) möglich. Wenn dies nicht gelingt, scheidet der Kandidat aus.

### Hauptrunde
In der Hauptrunde tritt ein Kandidat gegen eine Gruppe von fünf Experten an, die jeweils ein Wissensgebiet vertreten. Die Kategorien wie die Experten variieren dabei von Sendung zu Sendung. In jedem Wissensgebiet tritt der Kandidat gegen den jeweiligen Experten in einem Duell an. Ein Zufallsgenerator entscheidet, gegen welchen Experten der Kandidat zuerst spielt. Die weiteren Duelle folgen im Uhrzeigersinn. Die Fragen in der Hauptrunde werden als Multiple-Choice-Fragen mit drei Antwortmöglichkeiten dargestellt. Jeder darf zunächst eine eingeloggte Antwort wieder verändern. Drückt allerdings einer der Duellanten den Buzzer, mit dem er für den Gegner einen Countdown von sieben Sekunden startet, die dieser nurmehr für eine Antwort Zeit hat, darf er seine Antwort nicht mehr wechseln. Der Gegner darf sich innerhalb des Countdowns umentscheiden, kennt allerdings nicht die Antwort des anderen. Wer richtig antwortet, erhält einen Punkt. Wer als erster drei Punkte erzielt, gewinnt die Kategorie. Erzielen beide Kontrahenten gleichzeitig den dritten Punkt, werden weitere Fragen gestellt, bis ein Spieler alleine richtig antwortet. Sollten beide Spieler weiter jeweils keinen oder einen Punkt erzielen, folgt nach dem Punktestand von 5:5 (bis 2013 7:7) eine offene Frage. Wer diese nach schnellerem Buzzern innerhalb von zehn Sekunden richtig beantwortet, gewinnt; bei einer falschen Antwort ist die Kategorie verloren. Um die Hauptrunde zu gewinnen, muss der Kandidat nacheinander alle fünf Experten besiegen. Wenn dies nicht gelingt, scheidet der Kandidat aus.

### Finalrunde
Sofern nur ein Kandidat die Hauptrunde gewinnt, ist er der Sieger der Sendung. Wenn zwei oder mehrere Kandidaten in der Hauptrunde erfolgreich waren, spielen sie gegeneinander ein Finale. Den Experten werden in jeder Finalrunde pro Kandidat fünf Briefumschläge überreicht, die jeweils eine offene Frage aus ihrer Kategorie beinhalten. Ein Kandidat muss nacheinander auf seine fünf Fragen antworten und hat pro Antwort zehn Sekunden Zeit. Für jede richtige Antwort bekommt er einen Punkt. Der Kandidat, der die meisten Punkte in einer Runde holt, gewinnt das Finale. Bei Punktegleichstand werden weitere Runden gespielt, bis ein Sieger feststeht.

## 2012–2015

### April ’12
| Ausgabe | Datum                             | Wissensgebiete | Wissensgebiete | Prominente Experten      | Kandidaten | Kandidaten                                                  | Ergebnis | Ergebnis | Ergebnis | Ergebnis | Ergebnis | Finale  | Finale  | Finale  | Finale  | Finale  | Finale  | Finale  | Finale  | Finale  | Finale  | Finale  | Finale  | Finale  | Finale  | Finale  |
| Ausgabe | Datum                             | Wissensgebiete | Wissensgebiete | Prominente Experten      | Kandidaten | Kandidaten                                                  | Ergebnis | Ergebnis | Ergebnis | Ergebnis | Ergebnis | Runde 1 | Runde 1 | Runde 1 | Runde 1 | Runde 1 | Runde 2 | Runde 2 | Runde 2 | Runde 2 | Runde 2 | Runde 3 | Runde 3 | Runde 3 | Runde 3 | Runde 3 |
| ------- | --------------------------------- | -------------- | -------------- | ------------------------ | ---------- | ----------------------------------------------------------- | -------- | -------- | -------- | -------- | -------- | ------- | ------- | ------- | ------- | ------- | ------- | ------- | ------- | ------- | ------- | ------- | ------- | ------- | ------- | ------- |
| 1       | 14. April 2012 (Vorrunde)         | 1              | Erdkunde       | Willi Weitzel            | 1          | Eckhard Freise (67), Münster, Historiker                    | 1        | 2        | 3        | 4        |          |         |         |         |         |         |         |         |         |         |         |         |         |         |         |         |
| 1       | 14. April 2012 (Vorrunde)         | 2              | Film           | Jürgen Vogel             | 2          | Anna Dobler (25), Salzburg, Studentin                       | 5        |          |          |          |          |         |         |         |         |         |         |         |         |         |         |         |         |         |         |         |
| 1       | 14. April 2012 (Vorrunde)         | 3              | Sport          | Katrin Müller-Hohenstein | 3          | Stefan Friedrichs (31), Mainz, Student                      | 1        | 2        | 3        |          |          |         |         |         |         |         |         |         |         |         |         |         |         |         |         |         |
| 1       | 14. April 2012 (Vorrunde)         | 4              | Literatur      | Hellmuth Karasek         | 4          | Sasha Mühle (34), Hamburg, Discobesitzer                    | 4        | 5        |          |          |          |         |         |         |         |         |         |         |         |         |         |         |         |         |         |         |
| 1       | 14. April 2012 (Vorrunde)         | 5              | Natur          | Dirk Steffens            | 5          | Joachim Telgenbüscher (30), Hamburg, Wissenschaftsredakteur | 1        | 2        | 3        | 4        |          |         |         |         |         |         |         |         |         |         |         |         |         |         |         |         |
| 2       | 21. April 2012 (Vorrunde, Finale) | 1              | Erdkunde       | Bernhard Hoëcker         | 6          | Sebastian Jacoby (34), Duisburg, Controller                 | 1        | 2        | 3        | 4        | 5        | 1       | 2       | 3       | 4       | 5       | 1       | 2       | 3       | 4       | 5       | 1       | 2       | 3       | 4       | 5       |
| 2       | 21. April 2012 (Vorrunde, Finale) | 2              | Politik        | Klaus Töpfer             | 7          | Sandra Stein (31), Hagen, Forscherin                        | 1        |          |          |          |          |         |         |         |         |         |         |         |         |         |         |         |         |         |         |         |
| 2       | 21. April 2012 (Vorrunde, Finale) | 3              | Literatur      | Andrea Sawatzki          | 8          | Stefan Schröder (54), Wiesbaden, Historiker                 | 2        | 3        | 4        |          |          |         |         |         |         |         |         |         |         |         |         |         |         |         |         |         |
| 2       | 21. April 2012 (Vorrunde, Finale) | 4              | Ernährung      | Tim Mälzer               | 9          | Matthias Moehl (45), Hamburg, Diplom-Informatiker           | 2        | 3        | 4        | 5        | 1        | 1       | 2       | 3       | 4       | 5       | 1       | 2       | 3       | 4       | 5       | 1       | 2       | 3       |         |         |
| 2       | 21. April 2012 (Vorrunde, Finale) | 5              | Sport          | Marcel Reif              |            |                                                             |          |          |          |          |          |         |         |         |         |         |         |         |         |         |         |         |         |         |         |         |

### August ’12
| Ausgabe | Datum                              | Wissensgebiete | Wissensgebiete | Prominente Experten  | Kandidaten | Kandidaten | Ergebnis | Ergebnis | Ergebnis | Ergebnis | Ergebnis |
| ------- | ---------------------------------- | -------------- | -------------- | -------------------- | ---------- | ---------- | -------- | -------- | -------- | -------- | -------- |
| 3       | 23. August 2012 (Vorrunde)         | 1              | Sport          | Marcel Reif          |            |            |          |          |          |          |          |
| 3       | 23. August 2012 (Vorrunde)         | 2              | Natur          | Andreas Kieling      |            |            |          |          |          |          |          |
| 3       | 23. August 2012 (Vorrunde)         | 3              | Literatur      | Esther Schweins      |            |            |          |          |          |          |          |
| 3       | 23. August 2012 (Vorrunde)         | 4              | Musik          | Sido                 |            |            |          |          |          |          |          |
| 3       | 23. August 2012 (Vorrunde)         | 5              | Zeitgeschichte | Guido Knopp          |            |            |          |          |          |          |          |
| 4       | 25. August 2012 (Vorrunde, Finale) | 1              | Literatur      | Jürgen von der Lippe |            |            |          |          |          |          |          |
| 4       | 25. August 2012 (Vorrunde, Finale) | 2              | Erdkunde       | Bernhard Hoëcker     |            |            |          |          |          |          |          |
| 4       | 25. August 2012 (Vorrunde, Finale) | 3              | Zeitgeschehen  | Alice Schwarzer      |            |            |          |          |          |          |          |
| 4       | 25. August 2012 (Vorrunde, Finale) | 4              | Ernährung      | Tim Mälzer           |            |            |          |          |          |          |          |
| 4       | 25. August 2012 (Vorrunde, Finale) | 5              | Sport          | Andrea Kaiser        |            |            |          |          |          |          |          |

Alle angetretenen Kandidaten, unter anderem Barbara Meier und Sebastian Klussmann, schieden aus. Der 30-jährige Seismologe Manuel Hobiger aus Hannover beantwortete jede einzelne Frage richtig und gewann souverän. Ein prominenter Teilnehmer war Christian Strunk, Bürgermeister der Stadt Xanten.

### November ’13
| Ausgabe | Datum                                | Wissensgebiete | Wissensgebiete    | Prominente Experten                | Kandidaten | Kandidaten | Ergebnis | Ergebnis | Ergebnis | Ergebnis | Ergebnis |
| ------- | ------------------------------------ | -------------- | ----------------- | ---------------------------------- | ---------- | ---------- | -------- | -------- | -------- | -------- | -------- |
| 5       | 20. November 2013 (Vorrunde)         | 1              | Sport             | Marcel Reif                        |            |            |          |          |          |          |          |
| 5       | 20. November 2013 (Vorrunde)         | 2              | Musik             | Ralph Siegel                       |            |            |          |          |          |          |          |
| 5       | 20. November 2013 (Vorrunde)         | 3              | Literatur         | Katharina Thalbach                 |            |            |          |          |          |          |          |
| 5       | 20. November 2013 (Vorrunde)         | 4              | Natur             | Dirk Steffens                      |            |            |          |          |          |          |          |
| 5       | 20. November 2013 (Vorrunde)         | 5              | Neuere Geschichte | Guido Knopp                        |            |            |          |          |          |          |          |
| 6       | 30. November 2013 (Vorrunde, Finale) | 1              | Erdkunde          | Wigald Boning                      |            |            |          |          |          |          |          |
| 6       | 30. November 2013 (Vorrunde, Finale) | 2              | Ernährung         | Christian Rach                     |            |            |          |          |          |          |          |
| 6       | 30. November 2013 (Vorrunde, Finale) | 3              | Politik           | Sabine Leutheusser-Schnarrenberger |            |            |          |          |          |          |          |
| 6       | 30. November 2013 (Vorrunde, Finale) | 4              | Sport             | Michael Stich                      |            |            |          |          |          |          |          |
| 6       | 30. November 2013 (Vorrunde, Finale) | 5              | Zeitgeschehen     | Steffen Hallaschka                 |            |            |          |          |          |          |          |

Als einziger Kandidat der beiden Sendungen konnte der 35-jährige Bankbetriebswirt Thorsten Zirkel aus Celle alle fünf Duelle für sich entscheiden und gewann damit die 500.000 Euro.

### Mai ’14
| Ausgabe | Datum                           | Wissensgebiete | Wissensgebiete                                             | Prominente Experten  | Kandidaten | Kandidaten                                                | Ergebnis     | Ergebnis     | Ergebnis     | Ergebnis     | Ergebnis     | Finale  | Finale  | Finale  | Finale  | Finale  | Finale  | Finale  | Finale  | Finale  | Finale  |
| Ausgabe | Datum                           | Wissensgebiete | Wissensgebiete                                             | Prominente Experten  | Kandidaten | Kandidaten                                                | Ergebnis     | Ergebnis     | Ergebnis     | Ergebnis     | Ergebnis     | Runde 1 | Runde 1 | Runde 1 | Runde 1 | Runde 1 | Runde 2 | Runde 2 | Runde 2 | Runde 2 | Runde 2 |
| ------- | ------------------------------- | -------------- | ---------------------------------------------------------- | -------------------- | ---------- | --------------------------------------------------------- | ------------ | ------------ | ------------ | ------------ | ------------ | ------- | ------- | ------- | ------- | ------- | ------- | ------- | ------- | ------- | ------- |
| 7       | 28. Mai 2014 (Vorrunde)         | 1              | Literatur                                                  | Jürgen von der Lippe | 1          | Tobias Horner (37), München, Pressesprecher               | 1            |              |              |              |              |         |         |         |         |         |         |         |         |         |         |
| 7       | 28. Mai 2014 (Vorrunde)         | 2              | Erdkunde                                                   | Dieter Nuhr          | 2          | Carolin Grob (27), Berlin, Ärztin                         | Vorrundenaus | Vorrundenaus | Vorrundenaus | Vorrundenaus | Vorrundenaus |         |         |         |         |         |         |         |         |         |         |
| 7       | 28. Mai 2014 (Vorrunde)         | 3              | Sport                                                      | Andrea Kaiser        | 3          | Ivan Buljan (37), Köln, Fitnesstrainer                    | 3            | 4            | 5            | 1            | 2            | 1       | 2       | 3       | 4       | 5       | 1       | 2       | 3       | 4       | 5       |
| 7       | 28. Mai 2014 (Vorrunde)         | 4              | Zeitgeschehen                                              | Steffen Hallaschka   | 4          | Elfriede Awadalla (58), Wien, Dichterin                   | 5            | 1            | 2            | 3            | 4            |         |         |         |         |         |         |         |         |         |         |
| 7       | 28. Mai 2014 (Vorrunde)         | 5              | Ernährung                                                  | Alexander Herrmann   |            |                                                           |              |              |              |              |              |         |         |         |         |         |         |         |         |         |         |
| 8       | 31. Mai 2014 (Vorrunde, Finale) | 1              | Sport                                                      | Marcel Reif          | 5          | Benjamin Blinten (41), Berlin, Bibliotheksdirektor        | 2            |              |              |              |              |         |         |         |         |         |         |         |         |         |         |
| 8       | 31. Mai 2014 (Vorrunde, Finale) | 2              | Film und Fernsehen                                         | Michael Herbig       | 6          | Sonja Christ-Brendemühl (29), Eschborn, Marketingexpertin | 4            |              |              |              |              |         |         |         |         |         |         |         |         |         |         |
| 8       | 31. Mai 2014 (Vorrunde, Finale) | 3              | Literatur                                                  | Katharina Thalbach   | 7          | Nicolai Mameghani (43), Düsseldorf, Strafverteidiger      | Vorrundenaus | Vorrundenaus | Vorrundenaus | Vorrundenaus | Vorrundenaus |         |         |         |         |         |         |         |         |         |         |
| 8       | 31. Mai 2014 (Vorrunde, Finale) | 4              | Ernährung                                                  | Tim Mälzer           | 8          | Christopher Scheibner (23), Chemnitz, Projektleiter       | 5            | 1            |              |              |              |         |         |         |         |         |         |         |         |         |         |
| 8       | 31. Mai 2014 (Vorrunde, Finale) | 5              | Neuere Geschichte                                          | Guido Knopp          | 9          | Ralf Schnoor (52), Hannover, Konditormeister              | 3            | 4            | 5            |              |              |         |         |         |         |         |         |         |         |         |         |
| 8       | 31. Mai 2014 (Vorrunde, Finale) |                |                                                            |                      | 10         | Daria-Maret Geller (39), Wennigsen (Deister), Lehrerin    | 2            | 3            | 4            | 5            | 1            | 1       | 2       | 3       |         |         |         |         |         |         |         |
| 8       | 31. Mai 2014 (Vorrunde, Finale) | 11             | Peter Kruck (48), Bottrop-Kirchhellen, Wissenschaftslektor | 1                    | 2          | 3                                                         | 4            | 5            | 1            | 2            | 3            | 4       | 5       | 1       |         |         |         |         |         |         |         |

### Oktober / November ’14
| Ausgabe | Datum                               | Wissensgebiete | Wissensgebiete    | Prominente Experten     | Kandidaten | Kandidaten                                                              | Ergebnis | Ergebnis | Ergebnis | Ergebnis | Ergebnis | Finale | Finale | Finale | Finale | Finale |
| ------- | ----------------------------------- | -------------- | ----------------- | ----------------------- | ---------- | ----------------------------------------------------------------------- | -------- | -------- | -------- | -------- | -------- | ------ | ------ | ------ | ------ | ------ |
| 9       | 23. Oktober 2014 (Vorrunde)         | 1              | Erdkunde          | Wigald Boning           | 1          | Maik Timmermann (40), Soest, Musik-Produzent                            | 3        |          |          |          |          |        |        |        |        |        |
| 9       | 23. Oktober 2014 (Vorrunde)         | 2              | Natur             | Eckart von Hirschhausen | 2          | Annegret Schenkel (35), Leipzig, Lektorin                               | 5        |          |          |          |          |        |        |        |        |        |
| 9       | 23. Oktober 2014 (Vorrunde)         | 3              | Sport             | Franziska van Almsick   | 3          | Holger Waldenberger (47), Reinbek, gelernter Fremdsprachenkorrespondent | 2        | 3        | 4        | 5        | 1        | 1      | 2      | 3      | 4      | 5      |
| 9       | 23. Oktober 2014 (Vorrunde)         | 4              | Ernährung         | Alexander Herrmann      | 4          | Florian Steiner (36), Berlin, Arzt                                      | 3        | 4        | 5        | 1        | 2        | 1      | 2      | 3      | 4      | 5      |
| 9       | 23. Oktober 2014 (Vorrunde)         | 5              | Neuere Geschichte | Guido Knopp             |            |                                                                         |          |          |          |          |          |        |        |        |        |        |
| 10      | 30. Oktober 2014 (Vorrunde)         | 1              | Sport             | Marcel Reif             | 5          | Thomas Caspar (40), Lauterbach, Lehrer                                  | 5        |          |          |          |          |        |        |        |        |        |
| 10      | 30. Oktober 2014 (Vorrunde)         | 2              | Natur             | Hannes Jaenicke         | 6          | Julia Heckmann (34), Esslingen, New Business Managerin                  | 1        | 2        |          |          |          |        |        |        |        |        |
| 10      | 30. Oktober 2014 (Vorrunde)         | 3              | Literatur         | Anna Thalbach           | 7          | Eike Böttcher (38), Berlin, Jurist                                      | 3        | 4        | 5        |          |          |        |        |        |        |        |
| 10      | 30. Oktober 2014 (Vorrunde)         | 4              | Zeitgeschehen     | Frank Plasberg          | 8          | Lutz Christ (45), Düsseldorf, Finanzberater                             | 3        | 4        | 5        |          |          |        |        |        |        |        |
| 10      | 30. Oktober 2014 (Vorrunde)         | 5              | Erdkunde          | Hardy Krüger            |            |                                                                         |          |          |          |          |          |        |        |        |        |        |
| 11      | 1. November 2014 (Vorrunde, Finale) | 1              | Erdkunde          | Bernhard Hoëcker        |            |                                                                         |          |          |          |          |          |        |        |        |        |        |
| 11      | 1. November 2014 (Vorrunde, Finale) | 2              | Zeitgeschehen     | Steffen Hallaschka      |            |                                                                         |          |          |          |          |          |        |        |        |        |        |
| 11      | 1. November 2014 (Vorrunde, Finale) | 3              | Sport             | Andrea Kaiser           |            |                                                                         |          |          |          |          |          |        |        |        |        |        |
| 11      | 1. November 2014 (Vorrunde, Finale) | 4              | Ernährung         | Tim Mälzer              |            |                                                                         |          |          |          |          |          |        |        |        |        |        |
| 11      | 1. November 2014 (Vorrunde, Finale) | 5              | Literatur         | Hellmuth Karasek        |            |                                                                         |          |          |          |          |          |        |        |        |        |        |

Meike Winnemuth scheiterte im ersten Duell Sport. Der 38-jährige Stuttgarter Gymnasiallehrer (Chemie und Latein) Peter Ziegler setzte sich gegen alle Experten durch und im Finale auch gegen die beiden Sieger vom 23. Oktober.

### März ’15
| Ausgabe | Datum                            | Wissensgebiete | Wissensgebiete                                           | Prominente Experten | Kandidaten   | Kandidaten                                                | Ergebnis     | Ergebnis     | Ergebnis | Ergebnis | Ergebnis | Finale | Finale | Finale | Finale | Finale |
| ------- | -------------------------------- | -------------- | -------------------------------------------------------- | ------------------- | ------------ | --------------------------------------------------------- | ------------ | ------------ | -------- | -------- | -------- | ------ | ------ | ------ | ------ | ------ |
| 12      | 26. März 2015 (Vorrunde)         | 1              | Natur                                                    | Dirk Steffens       | 1            | Boris Lemmer (30), Göttingen, Physiker                    | 4            | 5            |          |          |          |        |        |        |        |        |
| 12      | 26. März 2015 (Vorrunde)         | 2              | Sport                                                    | Oliver Pocher       | 2            | Christa Pöppelmann (47), Berlin, Journalistin und Autorin | 3            | 4            | 5        | 1        | 2        | 1      | 2      | 3      | 4      | 5      |
| 12      | 26. März 2015 (Vorrunde)         | 3              | Literatur                                                | Anna Thalbach       | 3            | Olaf Pettke (44), Hamburg, Vertriebs-Repräsentant         | 1            | 2            |          |          |          |        |        |        |        |        |
| 12      | 26. März 2015 (Vorrunde)         | 4              | Erdkunde                                                 | Dieter Nuhr         |              |                                                           |              |              |          |          |          |        |        |        |        |        |
| 12      | 26. März 2015 (Vorrunde)         | 5              | Zeitgeschehen                                            | Frank Plasberg      |              |                                                           |              |              |          |          |          |        |        |        |        |        |
| 13      | 28. März 2015 (Vorrunde, Finale) | 1              | Sport                                                    | Marcel Reif         | 4            | Sebastian Runde (30), Duisburg, Soziologe                 | 4            |              |          |          |          |        |        |        |        |        |
| 13      | 28. März 2015 (Vorrunde, Finale) | 2              | Film und Fernsehen                                       | Michael Herbig      | 5            | Stefan Georg (52), Swisttal-Miel, Übersetzer              | 2            | 3            | 4        |          |          |        |        |        |        |        |
| 13      | 28. März 2015 (Vorrunde, Finale) | 3              | Literatur                                                | Katharina Thalbach  | 6            | Sonja Klose (40), Berlin, Marketingdirektorin             | 3            |              |          |          |          |        |        |        |        |        |
| 13      | 28. März 2015 (Vorrunde, Finale) | 4              | Ernährung                                                | Tim Mälzer          | 7            | Robert Reiher (47), Norderstedt, Betriebswirt             | 1            |              |          |          |          |        |        |        |        |        |
| 13      | 28. März 2015 (Vorrunde, Finale) | 5              | Neuere Geschichte                                        | Guido Knopp         | 8            | Klaus Otto Nagorsnik (59), Billerbeck, Bibliothekar       | 4            | 5            | 1        | 2        | 3        | 1      |        |        |        |        |
| 13      | 28. März 2015 (Vorrunde, Finale) |                |                                                          |                     | 9            | Andrés Klein (41), Köln, Rechtsanwalt                     | 3            |              |          |          |          |        |        |        |        |        |
| 13      | 28. März 2015 (Vorrunde, Finale) | 10             | Petra Schwille (47), Planegg, Physikerin                 | 4                   |              |                                                           |              |              |          |          |          |        |        |        |        |        |
| 13      | 28. März 2015 (Vorrunde, Finale) | 11             | Julian Groenwoldt (36), Ahrensburg, Vertriebsmitarbeiter | 1                   |              |                                                           |              |              |          |          |          |        |        |        |        |        |
| 13      | 28. März 2015 (Vorrunde, Finale) | 12             | Günther Kessler (60), Nußdorf, Schulleiter               | Vorrundenaus        | Vorrundenaus | Vorrundenaus                                              | Vorrundenaus | Vorrundenaus |          |          |          |        |        |        |        |        |
| 13      | 28. März 2015 (Vorrunde, Finale) | 13             | Heiko Arendt (46), Koblenz, Wirt                         | 3                   |              |                                                           |              |              |          |          |          |        |        |        |        |        |

### September ’15
| 14 | 9. September 2015 (Vorrunde)          | 1 | Erdkunde           | Wigald Boning            | 1 | Vera Johanna Romer (25), Leipzig, Jura-Studentin              | 3            |              |              |              |              |
| 14 | 9. September 2015 (Vorrunde)          | 2 | Sport              | Marcel Reif              | 2 | Ernst Peter Fischer (68), Heidelberg, Wissenschaftshistoriker | 5            | 1            |              |              |              |
| 14 | 9. September 2015 (Vorrunde)          | 3 | Film und Fernsehen | Andrea Kiewel            | 3 | Baris Kösebas (29), Wien, VWL-Student                         | Vorrundenaus | Vorrundenaus | Vorrundenaus | Vorrundenaus | Vorrundenaus |
| 14 | 9. September 2015 (Vorrunde)          | 4 | Zeitgeschehen      | Frank Plasberg           | 4 | Michael Helten (35), Freiburg, Schauspieler                   | 5            | 1            | 2            |              |              |
| 14 | 9. September 2015 (Vorrunde)          | 5 | Ernährung          | Alexander Herrmann       | 5 | Christopher Rausch (51), Eppelheim, IT-Berater                | 5            | 1            | 2            | 3            |              |
| 15 | 12. September 2015 (Vorrunde, Finale) | 1 | Literatur          | Jürgen von der Lippe     | 6 | Victoria Heineck (26), Leipzig, Chemie-Studentin              | 4            |              |              |              |              |
| 15 | 12. September 2015 (Vorrunde, Finale) | 2 | Film und Fernsehen | Michael Herbig           | 7 | Domenica Giannino (34), Augsburg, Sportjournalist             | 5            | 1            | 2            | 3            | 4            |
| 15 | 12. September 2015 (Vorrunde, Finale) | 3 | Sport              | Katrin Müller-Hohenstein | 8 | Sebastian Guggolz (33), Berlin, Verleger                      | 1            | 2            | 3            | 4            | 5            |
| 15 | 12. September 2015 (Vorrunde, Finale) | 4 | Ernährung          | Tim Mälzer               | 9 | Vroni Kiefer (40), Hannover, Schauspielerin                   | 4            | 5            | 1            | 2            | 3            |
| 15 | 12. September 2015 (Vorrunde, Finale) | 5 | Musik              | Sasha                    |   |                                                               |              |              |              |              |              |

### Oktober ’15 (Deutschland-Special)
Diese Sendung war eine Sonderausgabe zum 25. Tag der Deutschen Einheit.
| Ausgabe | Datum           | Wissensgebiete | Wissensgebiete     | Prominente Experten       | Kandidaten | Kandidaten                                             | Ergebnis     | Ergebnis     | Ergebnis     | Ergebnis     | Ergebnis     | Finale  | Finale  | Finale  | Finale  | Finale  | Finale  | Finale  | Finale  | Finale  | Finale  |
| Ausgabe | Datum           | Wissensgebiete | Wissensgebiete     | Prominente Experten       | Kandidaten | Kandidaten                                             | Ergebnis     | Ergebnis     | Ergebnis     | Ergebnis     | Ergebnis     | Runde 1 | Runde 1 | Runde 1 | Runde 1 | Runde 1 | Runde 2 | Runde 2 | Runde 2 | Runde 2 | Runde 2 |
| ------- | --------------- | -------------- | ------------------ | ------------------------- | ---------- | ------------------------------------------------------ | ------------ | ------------ | ------------ | ------------ | ------------ | ------- | ------- | ------- | ------- | ------- | ------- | ------- | ------- | ------- | ------- |
| S1      | 3. Oktober 2015 | 1              | Film und Fernsehen | Bastian Pastewka          | 1          | Peter Brinkmann (70), Berlin, Journalist               | 5            |              |              |              |              |         |         |         |         |         |         |         |         |         |         |
| S1      | 3. Oktober 2015 | 2              | Literatur          | Hubertus Meyer-Burckhardt | 2          | Ulrich Voigt (39), Freiburg im Breisgau, Bridge-Lehrer | 1            |              |              |              |              |         |         |         |         |         |         |         |         |         |         |
| S1      | 3. Oktober 2015 | 3              | Sport              | Katarina Witt             | 3          | Denis Szczesniak (25), Stuttgart, Student              | Vorrundenaus | Vorrundenaus | Vorrundenaus | Vorrundenaus | Vorrundenaus |         |         |         |         |         |         |         |         |         |         |
| S1      | 3. Oktober 2015 | 4              | Erdkunde           | Michael Kessler           | 4          | Pascal Bothe (33), Hannover, Unternehmensberater       | 3            | 4            | 5            | 1            | 2            | 1       | 2       | 3       | 4       | 5       | 1       | 2       | 3       | 4       | 5       |
| S1      | 3. Oktober 2015 | 5              | Zeitgeschichte     | Guido Knopp               | 5          | Carsten Heinisch (54), Kaiserslautern, Lektor          | 5            | 1            | 2            | 3            | 4            | 1       | 2       | 3       | 4       | 5       | 1       | 2       | 3       | 4       | 5       |

## 2016–2020

### Mai ’16
| 16 | 5. Mai 2016 (Vorrunde)         | 1 | Sport                 | Waldemar Hartmann  | 1  | Christoph Huxhold (28), Eisenach, Lehrer                    | 1            | 2            |              |              |              |
| 16 | 5. Mai 2016 (Vorrunde)         | 2 | Zeitgeschehen         | Steffen Hallaschka | 2  | Marc Vanacker (66), Izegem, Rentner                         | 5            |              |              |              |              |
| 16 | 5. Mai 2016 (Vorrunde)         | 3 | Literatur und Sprache | Anna Thalbach      | 3  | Monika Lüchtefeld (56), Ottersberg, Verwaltungsfachwirtin   | 1            |              |              |              |              |
| 16 | 5. Mai 2016 (Vorrunde)         | 4 | Ernährung             | Nelson Müller      | 4  | Thomas Holzapfel (45), Langenfeld, Diplom-Kaufmann          | 4            | 5            |              |              |              |
| 16 | 5. Mai 2016 (Vorrunde)         | 5 | Natur                 | Dirk Steffens      | 5  | Matthias Block (45), Hamstrup, Kaufmännischer Angestellter  | 1            | 2            |              |              |              |
| 16 | 5. Mai 2016 (Vorrunde)         |   |                       |                    | 6  | René Waßmer (22), Bad Krozingen, Student                    | 2            | 3            | 4            |              |              |
| 17 | 7. Mai 2016 (Vorrunde, Finale) | 1 | Sport                 | Marcel Reif        | 7  | Christoph Klöckner (36), München, Marken- und Patentanwalt  | 5            |              |              |              |              |
| 17 | 7. Mai 2016 (Vorrunde, Finale) | 2 | Erdkunde              | Wigald Boning      | 8  | Peter Thomas (38), Rheinbach, Bankkaufmann                  | Vorrundenaus | Vorrundenaus | Vorrundenaus | Vorrundenaus | Vorrundenaus |
| 17 | 7. Mai 2016 (Vorrunde, Finale) | 3 | Literatur und Sprache | Katharina Thalbach | 9  | Jan Karpe (51), Köln, Professor für Ökonomie und Informatik | 4            | 5            | 1            | 2            |              |
| 17 | 7. Mai 2016 (Vorrunde, Finale) | 4 | Film und Fernsehen    | Oliver Kalkofe     | 10 | Axel Bohmann (32), Freiburg, Doktorand                      | 2            | 3            | 4            | 5            | 1            |
| 17 | 7. Mai 2016 (Vorrunde, Finale) | 5 | Zeitgeschichte        | Norbert Blüm       | 11 | Marie-Louise Finck (26), Berlin, Juristin                   | 2            | 3            | 4            | 5            | 1            |

Da es keinen Sieger gab, verdoppelt sich in der nächsten Ausgabe der Gewinnbetrag auf 200.000 Euro.

### Juli ’16
In diese Sendung ging es um 200.000 Euro, weil es im Mai 2016 erstmals keine Sieger gab.
| Ausgabe | Datum                            | Wissensgebiete | Wissensgebiete        | Prominente Experten | Kandidaten | Kandidaten                                                             | Ergebnis | Ergebnis | Ergebnis | Ergebnis | Ergebnis | Finale  | Finale  | Finale  | Finale  | Finale  | Finale  | Finale  | Finale  | Finale  | Finale  |
| Ausgabe | Datum                            | Wissensgebiete | Wissensgebiete        | Prominente Experten | Kandidaten | Kandidaten                                                             | Ergebnis | Ergebnis | Ergebnis | Ergebnis | Ergebnis | Runde 1 | Runde 1 | Runde 1 | Runde 1 | Runde 1 | Runde 2 | Runde 2 | Runde 2 | Runde 2 | Runde 2 |
| ------- | -------------------------------- | -------------- | --------------------- | ------------------- | ---------- | ---------------------------------------------------------------------- | -------- | -------- | -------- | -------- | -------- | ------- | ------- | ------- | ------- | ------- | ------- | ------- | ------- | ------- | ------- |
| 18      | 21. Juli 2016 (Vorrunde)         | 1              | Sport                 | Boris Becker        | 1          | Andrea Herrmann (33), Hannover, Ökotoxikologin                         | 1        | 2        | 3        | 4        | 5        | 1       | 2       | 3       | 4       | 5       | 1       | 2       | 3       | 4       | 5       |
| 18      | 21. Juli 2016 (Vorrunde)         | 2              | Film und Fernsehen    | Guido Cantz         | 2          | Bastian Balzer (35), München, Einkäufer in einem Internetversandhaus   | 2        |          |          |          |          |         |         |         |         |         |         |         |         |         |         |
| 18      | 21. Juli 2016 (Vorrunde)         | 3              | Ernährung             | Alexander Herrmann  | 3          | Petra Hoferichter (64), Hamburg, Rentnerin                             | 1        | 2        |          |          |          |         |         |         |         |         |         |         |         |         |         |
| 18      | 21. Juli 2016 (Vorrunde)         | 4              | Musik                 | Sasha               |            |                                                                        |          |          |          |          |          |         |         |         |         |         |         |         |         |         |         |
| 18      | 21. Juli 2016 (Vorrunde)         | 5              | Zeitgeschichte        | Guido Knopp         |            |                                                                        |          |          |          |          |          |         |         |         |         |         |         |         |         |         |         |
| 19      | 23. Juli 2016 (Vorrunde, Finale) | 1              | Sport                 | Stefan Effenberg    | 4          | Arne Bohlen (44), Elsfleth, Landwirt                                   | 5        | 1        | 2        |          |          |         |         |         |         |         |         |         |         |         |         |
| 19      | 23. Juli 2016 (Vorrunde, Finale) | 2              | Erdkunde              | Wigald Boning       | 5          | Ulrich Büttner (43), Konstanz, Lehrer                                  | 1        | 2        |          |          |          |         |         |         |         |         |         |         |         |         |         |
| 19      | 23. Juli 2016 (Vorrunde, Finale) | 3              | Literatur und Sprache | Natalia Wörner      | 6          | Janina von Freymann (41), Lüneburg, Diplom-Betriebswirtin (am Theater) | 3        | 4        |          |          |          |         |         |         |         |         |         |         |         |         |         |
| 19      | 23. Juli 2016 (Vorrunde, Finale) | 4              | Film und Fernsehen    | Steven Gätjen       | 7          | Lars Vorberger (29), Marburg, Sprachwissenschaftler                    | 4        |          |          |          |          |         |         |         |         |         |         |         |         |         |         |
| 19      | 23. Juli 2016 (Vorrunde, Finale) | 5              | Zeitgeschehen         | Ulrich Wickert      | 8          | Jürgen Gomille (53), Kirchsahr, Verwaltungsangestellter                | 5        | 1        | 2        |          |          |         |         |         |         |         |         |         |         |         |         |
| 19      | 23. Juli 2016 (Vorrunde, Finale) |                |                       |                     | 9          | Jürgen Stelter (40), Potsdam, Diplom-Betriebswirt                      | 3        | 4        | 5        | 1        | 2        | 1       | 2       | 3       | 4       | 5       | 1       | 2       | 3       | 4       |         |

### November ’16 (Champions-Special)
In der Eröffnungssequenz wurden kurze Ausschnitte aus vergangenen Sendungen gezeigt, zu denen der Off-Sprecher (Mark Bremer) sagte, dass in den bisherigen 20 Sendungen 120 Kandidaten gegen die Experten gespielt hatten sowie weiter: „Doch nur 16 von ihnen haben das Unmögliche geschafft und haben alle ihre Expertenduelle gewonnen“. Dies war jedoch unrichtig, es waren 17 von ihnen. Auch die Internetseite der Sendung spricht davon, dass alle ehemaligen Finalisten zu diesem Special nochmals angetreten sind. Es waren jedoch nur 16 Finalteilnehmer im Studio anwesend; es fehlte Peter Kruck, der am 31. Mai 2014 im Finale stand. Vor den Duellen war diesmal nicht die übliche 60-sekündige Schnellwissensrunde zu absolvieren, sondern eine Qualifikationsrunde, in der Johannes Kerner eine Frage stellte, deren Antwort eine Zahl oder ein Datum war. Wer innerhalb von 20 Sekunden nach dem Beginn der Fragestellung die Antwort richtig und am schnellsten in ein Display vor ihm eingegeben hatte, wurde Kandidat. War keine Antwort richtig, wurde es derjenige, der mit seiner eingetippten Lösung der richtigen Antwort am nächsten lag. Der Moderator nannte die Chancengleichheit für die Kandidaten als Grund. Es ging um den Gewinnbetrag von 250.000 Euro.
| Ausgabe | Datum                               | Wissensgebiete | Wissensgebiete        | Prominente Experten | Kandidaten aus Folge | Kandidaten aus Folge                              | Kandidaten aus Folge | Ergebnis | Ergebnis | Ergebnis | Ergebnis | Ergebnis | Finale | Finale | Finale | Finale | Finale |
| ------- | ----------------------------------- | -------------- | --------------------- | ------------------- | -------------------- | ------------------------------------------------- | -------------------- | -------- | -------- | -------- | -------- | -------- | ------ | ------ | ------ | ------ | ------ |
| S2      | 3. November 2016 (Vorrunde)         | 1              | Sport                 | Marcel Reif         | 1                    | Sebastian Jacoby (38), Duisburg, Controller       | 1/2                  | 3        | 4        |          |          |          |        |        |        |        |        |
| S2      | 3. November 2016 (Vorrunde)         | 2              | Film und Fernsehen    | Michael Herbig      | 2                    | Ivan Buljan (40), Köln, Fitnesstrainer            | 7/8                  | 4        | 5        |          |          |          |        |        |        |        |        |
| S2      | 3. November 2016 (Vorrunde)         | 3              | Literatur und Sprache | Katharina Thalbach  | 3                    | Jürgen Stelter (40), Potsdam, Diplom-Betriebswirt | 18/19                | 3        | 4        | 5        | 1        |          |        |        |        |        |        |
| S2      | 3. November 2016 (Vorrunde)         | 4              | Ernährung             | Tim Mälzer          |                      |                                                   |                      |          |          |          |          |          |        |        |        |        |        |
| S2      | 3. November 2016 (Vorrunde)         | 5              | Zeitgeschichte        | Guido Knopp         |                      |                                                   |                      |          |          |          |          |          |        |        |        |        |        |
| S3      | 5. November 2016 (Vorrunde, Finale) | 1              | Sport                 | Marcel Reif         | 4                    | Andrea Herrmann (34), Hannover, Ökotoxikologin    | 18/19                | 1        | 2        | 3        | 4        | 5        |        |        |        |        |        |
| S3      | 5. November 2016 (Vorrunde, Finale) | 2              | Film und Fernsehen    | Michael Herbig      | 5                    | Pascal Bothe (34), Hannover, Unternehmensberater  | S1                   | 4        |          |          |          |          |        |        |        |        |        |
| S3      | 5. November 2016 (Vorrunde, Finale) | 3              | Literatur und Sprache | Katharina Thalbach  | 6                    | Daria-Maret Geller (41), Wennigsen, Lehrerin      | 7/8                  | 2        | 3        | 4        | 5        | 1        | 1      | 2      | 3      | 4      | 5      |
| S3      | 5. November 2016 (Vorrunde, Finale) | 4              | Ernährung             | Tim Mälzer          | 7                    | Holger Waldenberger (48), Hamburg, Übersetzer     | 9/10/11              | 5        | 1        | 2        | 3        | 4        | 1      | 2      | 3      | 4      |        |
| S3      | 5. November 2016 (Vorrunde, Finale) | 5              | Zeitgeschichte        | Guido Knopp         |                      |                                                   |                      |          |          |          |          |          |        |        |        |        |        |

### Dezember ’16 (2016-Special)
In diesem Special ging es um Ereignisse und besondere Jubiläen des Jahres 2016.
| Ausgabe | Datum             | Wissensgebiete | Wissensgebiete     | Prominente Experten | Kandidaten | Kandidaten                                                     | Ergebnis     | Ergebnis     | Ergebnis     | Ergebnis     | Ergebnis     | Finale | Finale | Finale | Finale | Finale |
| ------- | ----------------- | -------------- | ------------------ | ------------------- | ---------- | -------------------------------------------------------------- | ------------ | ------------ | ------------ | ------------ | ------------ | ------ | ------ | ------ | ------ | ------ |
| S4      | 10. Dezember 2016 | 1              | Sport              | Boris Becker        | 1          | Thomas Simon (69), München, Software-Entwickler                | 1            | 2            | 3            |              |              |        |        |        |        |        |
| S4      | 10. Dezember 2016 | 2              | Zeitgeschehen      | Frauke Ludowig      | 2          | Martin Wolf (42), Hamburg, Redakteur                           | 3            | 4            | 5            | 1            | 2            | 1      | 2      | 3      | 4      | 5      |
| S4      | 10. Dezember 2016 | 3              | Musik              | Sasha               | 3          | Jannes Buß (26), Hamburg, Medizin-Student                      | Vorrundenaus | Vorrundenaus | Vorrundenaus | Vorrundenaus | Vorrundenaus |        |        |        |        |        |
| S4      | 10. Dezember 2016 | 4              | Film und Fernsehen | Veronica Ferres     | 4          | Judith Wolf (42), Blaubeuren, Kriminal-Hauptkommissarin        | 5            | 1            |              |              |              |        |        |        |        |        |
| S4      | 10. Dezember 2016 | 5              | Politik            | Heiner Geißler      | 5          | Markus Solty (44), Zeven, Journalist und Lektor (Horrorbücher) | 3            | 4            | 5            | 1            | 2            | 1      | 2      | 3      | 4      | 5      |
| S4      | 10. Dezember 2016 |                |                    |                     | 6          | Elke Klein (57), Königsstein, Angestellte                      | 4            | 5            |              |              |              |        |        |        |        |        |

### April ’17
| Ausgabe | Datum                             | Wissensgebiete | Wissensgebiete                                       | Prominente Experten   | Kandidaten | Kandidaten                                               | Ergebnis     | Ergebnis     | Ergebnis     | Ergebnis     | Ergebnis     | Finale | Finale | Finale | Finale | Finale |
| ------- | --------------------------------- | -------------- | ---------------------------------------------------- | --------------------- | ---------- | -------------------------------------------------------- | ------------ | ------------ | ------------ | ------------ | ------------ | ------ | ------ | ------ | ------ | ------ |
| 20      | 27. April 2017 (Vorrunde)         | 1              | Film und Fernsehen                                   | Guido Cantz           | 1          | Dominik Wahlig (50), Leipzig, Wirtschaftsmediator        | 4            | 5            | 1            | 2            | 3            | 1      | 2      | 3      | 4      | 5      |
| 20      | 27. April 2017 (Vorrunde)         | 2              | Sport                                                | Marcel Reif           | 2          | Sarah Kähler (34), Mülheim an der Ruhr, Journalistin     | 1            | 2            |              |              |              |        |        |        |        |        |
| 20      | 27. April 2017 (Vorrunde)         | 3              | Literatur und Sprache                                | Katharina Thalbach    | 3          | Silke Donner (48), Kiel, Architektin                     | 5            |              |              |              |              |        |        |        |        |        |
| 20      | 27. April 2017 (Vorrunde)         | 4              | Erdkunde                                             | Wigald Boning         | 3          | Silke Donner (48), Kiel, Architektin                     | 5            |              |              |              |              |        |        |        |        |        |
| 20      | 27. April 2017 (Vorrunde)         | 5              | Zeitgeschichte                                       | Guido Knopp           | 3          | Silke Donner (48), Kiel, Architektin                     | 5            |              |              |              |              |        |        |        |        |        |
| 21      | 29. April 2017 (Vorrunde, Finale) | 1              | Film und Fernsehen                                   | Michael Herbig        | 3          | Silke Donner (48), Kiel, Architektin                     |              | 1            | 2            | 3            |              |        |        |        |        |        |
| 21      | 29. April 2017 (Vorrunde, Finale) | 2              | Sport                                                | Franziska van Almsick | 4          | Mario Abel (51), Rheinstetten, Software-Entwickler       | 5            | 1            |              |              |              |        |        |        |        |        |
| 21      | 29. April 2017 (Vorrunde, Finale) | 3              | Literatur und Sprache                                | Axel Milberg          | 5          | Dirk Vielhuber (54), München, Jurist                     | 3            | 4            | 5            |              |              |        |        |        |        |        |
| 21      | 29. April 2017 (Vorrunde, Finale) | 4              | Erdkunde                                             | Wigald Boning         | 6          | Thomas Kinne (56), Nauheim, Übersetzer                   | 1            | 2            | 3            | 4            | 5            | 1      | 2      | 3      |        |        |
| 21      | 29. April 2017 (Vorrunde, Finale) | 5              | Zeitgeschichte                                       | Guido Knopp           | 7          | Christian von Stülpnagel (18), Mannheim, Politik-Student | 2            | 3            |              |              |              |        |        |        |        |        |
| 21      | 29. April 2017 (Vorrunde, Finale) |                |                                                      |                       | 8          | Silvia Schäfler (51), Buchloe, Freie Theologin           | Vorrundenaus | Vorrundenaus | Vorrundenaus | Vorrundenaus | Vorrundenaus |        |        |        |        |        |
| 21      | 29. April 2017 (Vorrunde, Finale) | 9              | Jan Zbikowski (37), Aschaffenburg, Diplom-Logistiker | 4                     | 5          |                                                          |              |              |              |              |              |        |        |        |        |        |

### Juli ’17
| Ausgabe | Datum                           | Wissensgebiete | Wissensgebiete         | Prominente Experten   | Kandidaten | Kandidaten                                                                 | Ergebnis | Ergebnis | Ergebnis | Ergebnis | Ergebnis | Finale | Finale | Finale | Finale | Finale |
| ------- | ------------------------------- | -------------- | ---------------------- | --------------------- | ---------- | -------------------------------------------------------------------------- | -------- | -------- | -------- | -------- | -------- | ------ | ------ | ------ | ------ | ------ |
| 22      | 6. Juli 2017 (Vorrunde)         | 1              | Natur und Wissenschaft | Dirk Steffens         | 1          | Jasmin Miah (27), Berlin, Studentin                                        | 1        | 2        | 3        | 4        |          |        |        |        |        |        |
| 22      | 6. Juli 2017 (Vorrunde)         | 2              | Sport                  | Franziska van Almsick | 2          | Roland Knauff (38), Bremen, Informatiker                                   | 3        | 4        | 5        |          |          | 1      | 2      | 3      | 4      | 5      |
| 22      | 6. Juli 2017 (Vorrunde)         | 3              | Literatur und Sprache  | Jürgen von der Lippe  | 2          | Roland Knauff (38), Bremen, Informatiker                                   | 3        | 4        | 5        |          |          | 1      | 2      | 3      | 4      | 5      |
| 22      | 6. Juli 2017 (Vorrunde)         | 4              | Ernährung              | Tim Mälzer            | 2          | Roland Knauff (38), Bremen, Informatiker                                   | 3        | 4        | 5        |          |          | 1      | 2      | 3      | 4      | 5      |
| 22      | 6. Juli 2017 (Vorrunde)         | 5              | Zeitgeschehen          | Norbert Blüm          | 2          | Roland Knauff (38), Bremen, Informatiker                                   | 3        | 4        | 5        |          |          | 1      | 2      | 3      | 4      | 5      |
| 23      | 8. Juli 2017 (Vorrunde, Finale) | 1              | Natur und Wissenschaft | Andreas Kieling       | 2          | Roland Knauff (38), Bremen, Informatiker                                   |          |          |          | 1        | 2        | 1      | 2      | 3      | 4      | 5      |
| 23      | 8. Juli 2017 (Vorrunde, Finale) | 2              | Sport                  | Marcel Reif           | 3          | Friedrich-Wilhelm Elstermann von Elster (72), Mülheim an der Ruhr, Rentner | 4        |          |          |          |          |        |        |        |        |        |
| 23      | 8. Juli 2017 (Vorrunde, Finale) | 3              | Literatur und Sprache  | Anna Thalbach         | 4          | Gottfried Bauer (45), Andorf, Exportmanager                                | 5        | 1        | 2        | 3        |          |        |        |        |        |        |
| 23      | 8. Juli 2017 (Vorrunde, Finale) | 4              | Ernährung              | Horst Lichter         | 5          | Annegret Winzer (54), Ennepetal, Lehrerin                                  | 3        | 4        |          |          |          |        |        |        |        |        |
| 23      | 8. Juli 2017 (Vorrunde, Finale) | 5              | Zeitgeschehen          | Helmut Markwort       | 6          | Andreas Zimmermann (55), Bad Oldesloe, Verwaltungswirt                     | 1        |          |          |          |          |        |        |        |        |        |
| 23      | 8. Juli 2017 (Vorrunde, Finale) |                |                        |                       | 7          | Stephan Winkler (52), Hannover, Freier Handelsvertreter                    | 2        | 3        | 4        | 5        | 1        | 1      | 2      |        |        |        |

### November ’17
Erstmals fand die Sendung in Potsdam statt.
| 24 | 23. November 2017 (Vorrunde)         | 1 | Erdkunde              | Wigald Boning      | 1 | Rolf Gottschalk (64), Rangendingen, Rentner               | 5            | 1            | 2            |              |              |
| 24 | 23. November 2017 (Vorrunde)         | 2 | Literatur und Sprache | Axel Milberg       | 2 | Hannah Bauer (30), Hamburg, Sängerin                      | Vorrundenaus | Vorrundenaus | Vorrundenaus | Vorrundenaus | Vorrundenaus |
| 24 | 23. November 2017 (Vorrunde)         | 3 | Sport                 | Laura Wontorra     | 3 | Carsten Schütz (45), Dipperz, Direktor des Sozialgerichts | 4            | 5            | 1            |              |              |
| 24 | 23. November 2017 (Vorrunde)         | 4 | Film und Fernsehen    | Steven Gätjen      | 4 | Brigitte Holdinghausen (68), Frankfurt am Main, Rentnerin | 1            | 2            | 3            |              |              |
| 24 | 23. November 2017 (Vorrunde)         | 5 | Zeitgeschichte        | Ulrich Wickert     | 4 | Brigitte Holdinghausen (68), Frankfurt am Main, Rentnerin | 1            | 2            | 3            |              |              |
| 25 | 25. November 2017 (Vorrunde, Finale) | 1 | Erdkunde              | Michael Kessler    | 4 | Brigitte Holdinghausen (68), Frankfurt am Main, Rentnerin |              |              |              | 4            | 5            |
| 25 | 25. November 2017 (Vorrunde, Finale) | 2 | Literatur und Sprache | Katharina Thalbach | 5 | Thorsten Reder (44), Lampertheim, Diplom-Ingenieur        | 2            | 3            | 4            | 5            |              |
| 25 | 25. November 2017 (Vorrunde, Finale) | 3 | Sport                 | Marcel Reif        | 6 | Michael Buscher (50), Pulheim, Versicherungsfachwirt      | 5            | 1            | 2            | 3            | 4            |
| 25 | 25. November 2017 (Vorrunde, Finale) | 4 | Film und Fernsehen    | Bastian Pastewka   | 7 | Carina Organista (33), Münster, Juristin                  | 2            | 3            | 4            |              |              |
| 25 | 25. November 2017 (Vorrunde, Finale) | 5 | Zeitgeschichte        | Guido Knopp        | 8 | Christian Drensker (63), Dagebüll, Zahnarzt               | 4            | 5            | 1            | 2            |              |

### April ’18
| Ausgabe | Datum                            | Wissensgebiete | Wissensgebiete        | Prominente Experten      | Kandidaten | Kandidaten                                                  | Ergebnis | Ergebnis | Ergebnis | Ergebnis | Ergebnis | Finale  | Finale  | Finale  | Finale  | Finale  | Finale  | Finale  | Finale  | Finale  | Finale  |
| Ausgabe | Datum                            | Wissensgebiete | Wissensgebiete        | Prominente Experten      | Kandidaten | Kandidaten                                                  | Ergebnis | Ergebnis | Ergebnis | Ergebnis | Ergebnis | Runde 1 | Runde 1 | Runde 1 | Runde 1 | Runde 1 | Runde 2 | Runde 2 | Runde 2 | Runde 2 | Runde 2 |
| ------- | -------------------------------- | -------------- | --------------------- | ------------------------ | ---------- | ----------------------------------------------------------- | -------- | -------- | -------- | -------- | -------- | ------- | ------- | ------- | ------- | ------- | ------- | ------- | ------- | ------- | ------- |
| 26      | 5. April 2018 (Vorrunde)         | 1              | Literatur und Sprache | Anna Thalbach            | 1          | Jürgen Polke (60), Oberteuringen, Professor und Unternehmer | 3        |          |          |          |          |         |         |         |         |         |         |         |         |         |         |
| 26      | 5. April 2018 (Vorrunde)         | 2              | Ernährung             | Tim Mälzer               | 2          | Nicole Peters (44), Marl, Beamtin                           | 2        | 3        |          |          |          |         |         |         |         |         |         |         |         |         |         |
| 26      | 5. April 2018 (Vorrunde)         | 3              | Sport                 | Marcel Reif              | 3          | Andrea Hoops (46), Buxtehude, Bäckereifachverkäuferin       | 1        |          |          |          |          |         |         |         |         |         |         |         |         |         |         |
| 26      | 5. April 2018 (Vorrunde)         | 4              | Film und Fernsehen    | Michael Herbig           | 4          | Marlis Seelmann (53), Hannover, Sachbearbeiterin            | 4        | 5        | 1        | 2        |          | 1       | 2       | 3       | 4       | 5       | 1       | 2       | 3       | 4       | 5       |
| 26      | 5. April 2018 (Vorrunde)         | 5              | Zeitgeschichte        | Jan Hofer                | 4          | Marlis Seelmann (53), Hannover, Sachbearbeiterin            | 4        | 5        | 1        | 2        |          | 1       | 2       | 3       | 4       | 5       | 1       | 2       | 3       | 4       | 5       |
| 27      | 7. April 2018 (Vorrunde, Finale) | 1              | Literatur und Sprache | Axel Milberg             | 4          | Marlis Seelmann (53), Hannover, Sachbearbeiterin            |          |          |          |          | 3        | 1       | 2       | 3       | 4       | 5       | 1       | 2       | 3       | 4       | 5       |
| 27      | 7. April 2018 (Vorrunde, Finale) | 2              | Ernährung             | Horst Lichter            | 5          | Martin Kintrup (40), Münster, Autor                         | 2        | 3        | 4        | 5        | 1        |         |         |         |         |         |         |         |         |         |         |
| 27      | 7. April 2018 (Vorrunde, Finale) | 3              | Sport                 | Katrin Müller-Hohenstein | 6          | Simone Quilitz (32), Berlin, Inside Sales Managerin         | 5        | 1        |          |          |          |         |         |         |         |         |         |         |         |         |         |
| 27      | 7. April 2018 (Vorrunde, Finale) | 4              | Film und Fernsehen    | Michael Herbig           | 7          | Günther Thömmes (54), Brunn am Gebirge, Braumeister         | 4        | 5        | 1        | 2        | 3        | 1       | 2       | 3       | 4       | 5       | 1       | 2       | 3       | 4       |         |
| 27      | 7. April 2018 (Vorrunde, Finale) | 5              | Zeitgeschichte        | Guido Knopp              | 8          | Carla Schaudt (51), Allensbach, Diplom-Übersetzerin         | 3        |          |          |          |          |         |         |         |         |         |         |         |         |         |         |

### Juli ’18 (Promi-Special)
Das erste Promi-Special fand nach neuen Regeln statt. Erstmals musste der Gewinner nicht alle Experten besiegen, sondern lediglich mehr Duelle gewinnen als die anderen Kandidaten. Es ging um 25.000 Euro für den guten Zweck.
| Ausgabe | Datum         | Wissensgebiete | Wissensgebiete        | Prominente Experten | Prominente Kandidaten | Prominente Kandidaten                                          | Ergebnis | Ergebnis | Ergebnis | Ergebnis | Ergebnis |
| ------- | ------------- | -------------- | --------------------- | ------------------- | --------------------- | -------------------------------------------------------------- | -------- | -------- | -------- | -------- | -------- |
| S5      | 28. Juli 2018 | 1              | Sport                 | Marcel Reif         | 1                     | Ulrike von der Groeben (61), Köln, Moderatorin und Redakteurin | 2        | 3        | 4        | 5        | 1        |
| S5      | 28. Juli 2018 | 2              | Film und Fernsehen    | Michael Herbig      | 2                     | Pinar Atalay (40), Hamburg, Journalistin und Moderatorin       | 3        | 4        | 5        | 1        | 2        |
| S5      | 28. Juli 2018 | 3              | Literatur und Sprache | Anna Thalbach       | 3                     | Ulrich Wickert (75), Hamburg, Journalist und Autor             | 2        | 3        | 4        | 5        | 1        |
| S5      | 28. Juli 2018 | 4              | Ernährung             | Tim Mälzer          | 4                     | Wigald Boning (51), München, Komiker und Moderator             | 5        | 1        | 2        | 3        |          |
| S5      | 28. Juli 2018 | 5              | Zeitgeschichte        | Guido Knopp         |                       |                                                                |          |          |          |          |          |

Wigald Boning war der erste Promi-Quiz-Champion und spendete seinen Gewinn an die Stiftung Dravet-Syndrom e. V.

### November ’18
| Ausgabe | Datum                                | Wissensgebiete | Wissensgebiete         | Prominente Experten      | Kandidaten | Kandidaten                                           | Ergebnis     | Ergebnis     | Ergebnis     | Ergebnis     | Ergebnis     | Finale | Finale | Finale | Finale | Finale |
| ------- | ------------------------------------ | -------------- | ---------------------- | ------------------------ | ---------- | ---------------------------------------------------- | ------------ | ------------ | ------------ | ------------ | ------------ | ------ | ------ | ------ | ------ | ------ |
| 28      | 21. November 2018 (Vorrunde)         | 1              | Literatur und Sprache  | Anna Thalbach            | 1          | Alexander Emmerich (43), Lautertal, Zollbeamter      | 5            |              |              |              |              |        |        |        |        |        |
| 28      | 21. November 2018 (Vorrunde)         | 2              | Natur und Wissenschaft | Dirk Steffens            | 2          | Thomas Schnegelsberg (48), Berlin, Physiotherapeut   | 4            | 5            | 1            |              |              |        |        |        |        |        |
| 28      | 21. November 2018 (Vorrunde)         | 3              | Sport                  | Katrin Müller-Hohenstein | 3          | Sarah Wieding (31), Berlin, Videoproduzentin         | 2            |              |              |              |              |        |        |        |        |        |
| 28      | 21. November 2018 (Vorrunde)         | 4              | Film und Fernsehen     | Michael Herbig           | 4          | Volker Hühn (54), Stuttgart, Lektoratsleiter         | 2            | 3            | 4            | 5            |              |        |        |        |        |        |
| 28      | 21. November 2018 (Vorrunde)         | 5              | Zeitgeschehen          | Jan Hofer                |            |                                                      |              |              |              |              |              |        |        |        |        |        |
| 29      | 24. November 2018 (Vorrunde, Finale) | 1              | Literatur und Sprache  | Axel Milberg             | 5          | David Felsch (33), Ludwigsfelde, Buchhändler         | 4            | 5            | 1            | 2            | 3            | 1      | 2      | 3      | 4      | 5      |
| 29      | 24. November 2018 (Vorrunde, Finale) | 2              | Natur und Wissenschaft | Andreas Kieling          | 6          | Jessica Lorenz (36), Köln, Beamtin                   | Vorrundenaus | Vorrundenaus | Vorrundenaus | Vorrundenaus | Vorrundenaus |        |        |        |        |        |
| 29      | 24. November 2018 (Vorrunde, Finale) | 3              | Sport                  | Katrin Müller-Hohenstein | 7          | Ulla Wortmann-Mielke (60), Remscheid, Schulleiterin  | 4            |              |              |              |              |        |        |        |        |        |
| 29      | 24. November 2018 (Vorrunde, Finale) | 4              | Film und Fernsehen     | Bastian Pastewka         | 8          | Carsten Siems (27), Karlsruhe, Maschinenbauingenieur | 1            |              |              |              |              |        |        |        |        |        |
| 29      | 24. November 2018 (Vorrunde, Finale) | 5              | Zeitgeschehen          | Frank Plasberg           | 9          | Günter Hinkes (54), Menningen, Bibliothekar          | 4            | 5            | 1            | 2            | 3            | 1      | 2      | 3      | 4      | 5      |
| 29      | 24. November 2018 (Vorrunde, Finale) |                |                        |                          | 10         | Christoph Paninka (49), Asbach-Bäumenheim, Lehrer    | 5            | 1            | 2            |              |              |        |        |        |        |        |

### April ’19
| 30 | 13. April 2019 | 1 | Literatur und Sprache | Christine Westermann  | 1 | Ulli Albeck (58), Riehen, Texter                                                 | 4            |              |              |              |              |
| 30 | 13. April 2019 | 2 | Erdkunde              | Wigald Boning         | 2 | Nina Becker (45), Sparrieshoop, Personalreferentin                               | 2            | 3            |              |              |              |
| 30 | 13. April 2019 | 3 | Sport                 | Franziska van Almsick | 3 | Matthias Puschnig (51), München, Offizier                                        | 1            | 2            | 3            | 4            | 5            |
| 30 | 13. April 2019 | 4 | Film und Fernsehen    | Michael Herbig        | 4 | Cédric Becker (19), Belvaux, Schüler                                             | 3            | 4            | 5            |              |              |
| 30 | 13. April 2019 | 5 | Zeitgeschehen         | Ulrich Wickert        | 5 | Klaus Drechsel (59), Neusäß, Gymnasiallehrer                                     | 3            | 4            | 5            |              |              |
| 30 | 13. April 2019 |   |                       |                       | 6 | Markus Grießl (39), Schwabmünchen, Historiker und wissenschaftlicher Mitarbeiter | Vorrundenaus | Vorrundenaus | Vorrundenaus | Vorrundenaus | Vorrundenaus |

### Mai ’19
| Ausgabe | Datum        | Wissensgebiete | Wissensgebiete        | Prominente Experten | Kandidaten | Kandidaten                                             | Ergebnis | Ergebnis | Ergebnis | Ergebnis | Ergebnis | Finale  | Finale  | Finale  | Finale  | Finale  | Finale  | Finale  | Finale  | Finale  | Finale  | Finale  | Finale  | Finale  | Finale  | Finale  |
| Ausgabe | Datum        | Wissensgebiete | Wissensgebiete        | Prominente Experten | Kandidaten | Kandidaten                                             | Ergebnis | Ergebnis | Ergebnis | Ergebnis | Ergebnis | Runde 1 | Runde 1 | Runde 1 | Runde 1 | Runde 1 | Runde 2 | Runde 2 | Runde 2 | Runde 2 | Runde 2 | Runde 3 | Runde 3 | Runde 3 | Runde 3 | Runde 3 |
| ------- | ------------ | -------------- | --------------------- | ------------------- | ---------- | ------------------------------------------------------ | -------- | -------- | -------- | -------- | -------- | ------- | ------- | ------- | ------- | ------- | ------- | ------- | ------- | ------- | ------- | ------- | ------- | ------- | ------- | ------- |
| 31      | 11. Mai 2019 | 1              | Sport                 | Marcel Reif         | 1          | Jan Christian Schwarz (45), Harrislee, Studiendirektor | 4        |          |          |          |          |         |         |         |         |         |         |         |         |         |         |         |         |         |         |         |
| 31      | 11. Mai 2019 | 2              | Film und Fernsehen    | Michael Herbig      | 2          | Petra Piper (53), Flensburg, Verwaltungsbeamtin        | 2        | 3        | 4        | 5        | 1        |         |         |         |         |         |         |         |         |         |         |         |         |         |         |         |
| 31      | 11. Mai 2019 | 3              | Literatur und Sprache | Anna Thalbach       | 3          | Felix Krunes (43), Braunschweig, Maschinenbauingenieur | 1        |          |          |          |          |         |         |         |         |         |         |         |         |         |         |         |         |         |         |         |
| 31      | 11. Mai 2019 | 4              | Ernährung             | Horst Lichter       | 4          | Frank Haberkamp (53), Schwerin, Vermessungsingenieur   | 4        | 5        | 1        | 2        | 3        | 1       | 2       | 3       | 4       | 5       | 1       | 2       | 3       | 4       | 5       | 1       | 2       | 3       | 4       | 5       |
| 31      | 11. Mai 2019 | 5              | Musik                 | Sasha               | 5          | Richard Volkmann (30), München, Pressereferent         | 5        | 1        | 2        | 3        | 4        | 1       | 2       | 3       | 4       | 5       | 1       | 2       | 3       | 4       | 5       | 1       | 2       | 3       | 4       |         |

### Oktober ’19
| Ausgabe | Datum           | Wissensgebiete | Wissensgebiete                                             | Prominente Experten      | Kandidaten | Kandidaten                                            | Ergebnis     | Ergebnis     | Ergebnis     | Ergebnis     | Ergebnis     |
| ------- | --------------- | -------------- | ---------------------------------------------------------- | ------------------------ | ---------- | ----------------------------------------------------- | ------------ | ------------ | ------------ | ------------ | ------------ |
| 32      | 5. Oktober 2019 | 1              | Literatur und Sprache                                      | Christine Westermann     | 1          | Bruder Paulus (60), Frankfurt, Kapuziner              | Vorrundenaus | Vorrundenaus | Vorrundenaus | Vorrundenaus | Vorrundenaus |
| 32      | 5. Oktober 2019 | 2              | Ernährung                                                  | Alexander Herrmann       | 2          | Anne Sussmann (35), Laubach, Diplom-Verwaltungswirtin | Vorrundenaus | Vorrundenaus | Vorrundenaus | Vorrundenaus | Vorrundenaus |
| 32      | 5. Oktober 2019 | 3              | Sport                                                      | Katrin Müller-Hohenstein | 3          | Dirk Horn (57), Hofheim, Diplom-Pädagoge              | 4            |              |              |              |              |
| 32      | 5. Oktober 2019 | 4              | Film und Fernsehen                                         | Michael Herbig           | 4          | Evelyn Lusga (30), Frankfurt, Volkswirtin             | 1            | 2            | 3            | 4            | 5            |
| 32      | 5. Oktober 2019 | 5              | Zeitgeschehen                                              | Ulrich Wickert           | 5          | Markus Sommerer (45), Esslingen, Vertriebsleiter      | 4            | 5            | 1            | 2            | 3            |
| 32      | 5. Oktober 2019 |                |                                                            |                          | 6          | Namri Dagyab (44), Berlin, Produktmanager             | 5            |              |              |              |              |
| 32      | 5. Oktober 2019 | 7              | Birgit Schücking (72), Bargteheide, Pressefotografin i. R. | 1                        | 2          |                                                       |              |              |              |              |              |

### Dezember ’19
| 33 | 21. Dezember 2019 | 1 | Sport                                          | Marcel Reif        | 1 | Andre Löwenstein (29), Volkmarsen-Ehrlingen, Dualer Student  | 4 | 5 |   |   |
| 33 | 21. Dezember 2019 | 2 | Erdkunde                                       | Wigald Boning      | 2 | Dirk Speer (49), Berlin, Diplom-Verwaltungswirt              | 1 |   |   |   |
| 33 | 21. Dezember 2019 | 3 | Literatur und Sprache                          | Christine Urspruch | 3 | Anne Sternberg (37), Bad Doberan, Integrationsfachkraft      | 3 |   |   |   |
| 33 | 21. Dezember 2019 | 4 | Film und Fernsehen                             | Bastian Pastewka   | 4 | Manfred Bauer (48), Würzburg, Vermögensberater               | 1 |   |   |   |
| 33 | 21. Dezember 2019 | 5 | Zeitgeschehen                                  | Frank Plasberg     | 5 | Carsten Richter (45), Flensburg, Teamleiter                  | 2 | 3 | 4 | 5 |
| 33 | 21. Dezember 2019 |   |                                                |                    | 6 | Marie-Luise Lingnau-Hoogestraat (54), Emden, Ergotherapeutin | 2 | 3 | 4 |   |
| 33 | 21. Dezember 2019 | 7 | Stefan Metzler-Dinhobl (47), Wien, Werbetexter | 3                  | 4 | 5                                                            |   |   |   |   |
| 33 | 21. Dezember 2019 | 8 | Hendrik Scharpenack (40), Wuppertal, Neurologe | 5                  |   |                                                              |   |   |   |   |

Da es keinen Sieger gab, verdoppelte sich in der nächsten Ausgabe der Gewinnbetrag auf 200.000 Euro.

### Februar ’20
In dieser Sendung ging es um 200.000 Euro, weil es im Dezember 2019 keinen Sieger gab.
| Ausgabe | Datum            | Wissensgebiete | Wissensgebiete         | Prominente Experten   | Kandidaten | Kandidaten                                                             | Ergebnis | Ergebnis | Ergebnis | Ergebnis | Ergebnis |
| ------- | ---------------- | -------------- | ---------------------- | --------------------- | ---------- | ---------------------------------------------------------------------- | -------- | -------- | -------- | -------- | -------- |
| 34      | 22. Februar 2020 | 1              | Literatur und Sprache  | Anna Thalbach         | 1          | Susanne Grube (39), Stuttgart, Diplom-Biologin                         | 3        | 4        | 5        | 1        | 2        |
| 34      | 22. Februar 2020 | 2              | Natur und Wissenschaft | Dirk Steffens         | 2          | Matthias Daum (33), Geestland, Lehrer                                  | 5        | 1        |          |          |          |
| 34      | 22. Februar 2020 | 3              | Sport                  | Franziska van Almsick | 3          | Reimar von Wachholtz (51), Ratzeburg, Innovations- und Kommunalberater | 2        | 3        | 4        |          |          |
| 34      | 22. Februar 2020 | 4              | Film und Fernsehen     | Bastian Pastewka      | 4          | Martin Ehrl (52), München, Software-Entwickler                         | 1        | 2        | 3        | 4        | 5        |
| 34      | 22. Februar 2020 | 5              | Zeitgeschichte         | Guido Knopp           |            |                                                                        |          |          |          |          |          |

### März ’20
Diese Sendung sollte ursprünglich am 18. April 2020 ausgestrahlt werden. Dennoch wurde sie bereits am 21. März 2020 gesendet, weil dort die geplante Livesendung Goldene Kamera 2020 aufgrund der COVID-19-Pandemie auf den 12. November 2020 verschoben wurde.
| 35 | 21. März 2020 | 1 | Literatur und Sprache                       | Axel Milberg             | 1 | Christian Sundermann (54), München, Unternehmensberater | 4            | 5            |              |              |              |
| 35 | 21. März 2020 | 2 | Erdkunde                                    | Wigald Boning            | 2 | Susan Schlesinger (41), Erfurt, Physiotherapeutin       | 1            |              |              |              |              |
| 35 | 21. März 2020 | 3 | Sport                                       | Katrin Müller-Hohenstein | 3 | Malte Dürr (34), Herdecke, Gymnasiallehrer              | 3            | 4            | 5            |              |              |
| 35 | 21. März 2020 | 4 | Film und Fernsehen                          | Michael Herbig           | 4 | Annette Biller (54), Helmbrechts, Rechtspflegerin       | 1            |              |              |              |              |
| 35 | 21. März 2020 | 5 | Zeitgeschehen                               | Ulrich Wickert           | 5 | Christian Weiß (35), Köln, Mathematiker                 | 2            | 3            | 4            |              |              |
| 35 | 21. März 2020 |   |                                             |                          | 6 | Maria Arndt (31), Berlin, Teamleiterin                  | Vorrundenaus | Vorrundenaus | Vorrundenaus | Vorrundenaus | Vorrundenaus |
| 35 | 21. März 2020 | 7 | Andreas Fidanakis (37), Hamburg, Buchhalter | 4                        | 5 |                                                         |              |              |              |              |              |
| 35 | 21. März 2020 | 8 | Jan Stroh (36), Hamburg, Jurist             | 3                        | 4 | 5                                                       | 1            | 2            |              |              |              |

### September ’20 (Promi-Special 2)
Das zweite Promi-Special wurde in zwei Folgen ausgestrahlt. Wie auch in der ersten Promiausgabe musste der Gewinner nicht alle Experten besiegen, sondern lediglich mehr Duelle gewinnen als die anderen Kandidaten. Aufgrund der COVID-19-Pandemie fand die Sendung erstmals ohne Studiopublikum statt.
| Ausgabe | Datum                                 | Wissensgebiete | Wissensgebiete        | Prominente Experten      | Prominente Kandidaten | Prominente Kandidaten                                                | Ergebnis | Ergebnis | Ergebnis | Ergebnis | Ergebnis | Finale | Finale | Finale | Finale | Finale |
| ------- | ------------------------------------- | -------------- | --------------------- | ------------------------ | --------------------- | -------------------------------------------------------------------- | -------- | -------- | -------- | -------- | -------- | ------ | ------ | ------ | ------ | ------ |
| S6      | 23. September 2020 (Vorrunde)         | 1              | Literatur und Sprache | Anna Thalbach            | 1                     | Marcel Reif (70), Zürich, Sportjournalist                            | 5        | 1        | 2        | 3        | 4        |        |        |        |        |        |
| S6      | 23. September 2020 (Vorrunde)         | 2              | Erdkunde              | Wigald Boning            | 2                     | Anne Gesthuysen (50), Köln, Moderatorin und Autorin                  | 1        | 2        | 3        | 4        | 5        | 1      | 2      | 3      | 4      | 5      |
| S6      | 23. September 2020 (Vorrunde)         | 3              | Sport                 | Katrin Müller-Hohenstein |                       |                                                                      |          |          |          |          |          |        |        |        |        |        |
| S6      | 23. September 2020 (Vorrunde)         | 4              | Film und Fernsehen    | Michael Herbig           |                       |                                                                      |          |          |          |          |          |        |        |        |        |        |
| S6      | 23. September 2020 (Vorrunde)         | 5              | Zeitgeschehen         | Ulrich Wickert           |                       |                                                                      |          |          |          |          |          |        |        |        |        |        |
| S7      | 26. September 2020 (Vorrunde, Finale) | 1              | Literatur und Sprache | Anna Thalbach            | 3                     | Joachim Llambi (56), Frankfurt, Tänzer und Moderator                 | 3        | 4        | 5        | 1        | 2        |        |        |        |        |        |
| S7      | 26. September 2020 (Vorrunde, Finale) | 2              | Erdkunde              | Wigald Boning            | 4                     | Oliver Pocher (42), Köln, Comedian                                   | 1        | 2        | 3        | 4        | 5        | 1      |        |        |        |        |
| S7      | 26. September 2020 (Vorrunde, Finale) | 3              | Sport                 | Katrin Müller-Hohenstein | 5                     | Wolfgang Bosbach (68), Bergisch Gladbach, Politiker und Rechtsanwalt | 4        | 5        | 1        | 2        | 3        |        |        |        |        |        |
| S7      | 26. September 2020 (Vorrunde, Finale) | 4              | Film und Fernsehen    | Michael Herbig           |                       |                                                                      |          |          |          |          |          |        |        |        |        |        |
| S7      | 26. September 2020 (Vorrunde, Finale) | 5              | Zeitgeschehen         | Ulrich Wickert           |                       |                                                                      |          |          |          |          |          |        |        |        |        |        |

Anne Gesthuysen war die zweite Promi-Quiz-Champion und spendete ihren Gewinn an die Stiftung Shangilia Deutschland e. V. In dieser Doppelausgabe kamen die weiteren Kandidaten Laura Karasek und Sonja Zietlow auf Grund mangelnder Zeit nicht mehr dran und wurden vom Moderator in die nächste Promiausgabe eingeladen.

### November ’20
| 36 | 7. November 2020 | 1 | Literatur und Sprache | Axel Milberg             | 1 | Ralf Huber (54), Kiel, Journalist                       | 5 |   |   |   |   |
| 36 | 7. November 2020 | 2 | Ernährung             | Alexander Herrmann       | 2 | Julia Geiß (30), Wermelskirchen, Grundschullehrerin     | 1 | 2 | 3 |   |   |
| 36 | 7. November 2020 | 3 | Sport                 | Katrin Müller-Hohenstein | 3 | Ulrich Schürholz (64), Essen, Industrieanlagen-Fachwirt | 2 | 3 |   |   |   |
| 36 | 7. November 2020 | 4 | Film und Fernsehen    | Bastian Pastewka         | 4 | Bastian Fischer (23), Münster, Student                  | 3 | 4 | 5 | 1 | 2 |
| 36 | 7. November 2020 | 5 | Zeitgeschehen         | Steffen Hallaschka       | 5 | Petra Urban (57), Königswinter, IT Business-Analystin   | 1 | 2 | 3 | 4 | 5 |

Diese Sendung wurde um 21:43 Uhr wegen einer Spezialausgabe von heute journal zur US-Präsidentschaftswahl 2020 und dem Sieg Joe Bidens für 10 Minuten unterbrochen.

## Seit 2021

### März ’21 (Promi-Special 3)
Wie auch in den ersten beiden Promiausgaben musste der Gewinner nicht alle Experten besiegen, sondern lediglich mehr Duelle gewinnen als die anderen Kandidaten. Aufgrund der COVID-19-Pandemie fand die Sendung ohne Studiopublikum statt.
| Ausgabe | Datum         | Wissensgebiete | Wissensgebiete        | Prominente Experten      | Prominente Kandidaten | Prominente Kandidaten                                            | Ergebnis | Ergebnis | Ergebnis | Ergebnis | Ergebnis |
| ------- | ------------- | -------------- | --------------------- | ------------------------ | --------------------- | ---------------------------------------------------------------- | -------- | -------- | -------- | -------- | -------- |
| S8      | 27. März 2021 | 1              | Literatur und Sprache | Jürgen von der Lippe     | 1                     | Olaf Schubert (53), Dresden, Comedian                            | 2        | 3        | 4        | 5        | 1        |
| S8      | 27. März 2021 | 2              | Ernährung             | Tim Mälzer               | 2                     | Laura Karasek (38), Frankfurt, Autorin, Moderatorin und Juristin | 5        | 1        | 2        | 3        | 4        |
| S8      | 27. März 2021 | 3              | Sport                 | Katrin Müller-Hohenstein | 3                     | Frank Plasberg (63), Köln, Journalist und Moderator              | 4        | 5        | 1        | 2        | 3        |
| S8      | 27. März 2021 | 4              | Film und Fernsehen    | Bastian Pastewka         | 4                     | Anneke Kim Sarnau (49), Berlin, Schauspielerin                   | 3        | 4        | 5        |          |          |
| S8      | 27. März 2021 | 5              | Zeitgeschehen         | Ulrich Wickert           |                       |                                                                  |          |          |          |          |          |

In dieser Ausgabe kam Chris Tall auf Grund mangelnder Zeit nicht mehr dran und wurde vom Moderator in die nächste Promiausgabe eingeladen.

### April ’21
| Ausgabe | Datum          | Wissensgebiete | Wissensgebiete        | Prominente Experten      | Kandidaten | Kandidaten                                                | Ergebnis | Ergebnis | Ergebnis | Ergebnis | Ergebnis |
| ------- | -------------- | -------------- | --------------------- | ------------------------ | ---------- | --------------------------------------------------------- | -------- | -------- | -------- | -------- | -------- |
| 37      | 10. April 2021 | 1              | Literatur und Sprache | Anna Thalbach            | 1          | Alexander von Alten-Bockum (45), Koblenz, Realschullehrer | 3        | 4        | 5        | 1        | 2        |
| 37      | 10. April 2021 | 2              | Erdkunde              | Wigald Boning            | 2          | Barbara Schröder (40), Bonn, Angestellte                  | 5        | 1        | 2        |          |          |
| 37      | 10. April 2021 | 3              | Sport                 | Katrin Müller-Hohenstein | 3          | Patrick Pertsch (29), Berlin, Student                     | 4        |          |          |          |          |
| 37      | 10. April 2021 | 4              | Film und Fernsehen    | Michael Herbig           | 4          | Andreas Fischer (52), Winterbach, Rechtsanwalt            | 3        | 4        |          |          |          |
| 37      | 10. April 2021 | 5              | Zeitgeschehen         | Jan Hofer                | 5          | Simon Ibrahim (25), Friedberg, Lehramtsreferendar         | 3        |          |          |          |          |
|         |                |                |                       |                          | 6          | Martina Kranz (50), Köln, Personalsachbearbeiterin        | 3        | 4        | 5        | 1        | 2        |

### Mai ’21
| Ausgabe | Datum        | Wissensgebiete | Wissensgebiete        | Prominente Experten | Kandidaten | Kandidaten                                              | Ergebnis | Ergebnis | Ergebnis | Ergebnis | Ergebnis |
| ------- | ------------ | -------------- | --------------------- | ------------------- | ---------- | ------------------------------------------------------- | -------- | -------- | -------- | -------- | -------- |
| 38      | 29. Mai 2021 | 1              | Literatur und Sprache | Axel Milberg        | 1          | Moritz Radecke (28), Berlin, Student                    | 4        | 5        | 1        | 2        | 3        |
| 38      | 29. Mai 2021 | 2              | Erdkunde              | Wigald Boning       | 2          | Sonia Guha Thakurta (40), Berlin, Barchefin             | 5        | 1        |          |          |          |
| 38      | 29. Mai 2021 | 3              | Zeitgeschehen         | Anne Gesthuysen     | 3          | Heinrich Trapp (69), Griesbach, Landrat i. R.           | 5        | 1        | 2        | 3        |          |
| 38      | 29. Mai 2021 | 4              | Film und Fernsehen    | Bastian Pastewka    | 4          | Daniel Thiele (35), Berlin, Prozess- und Produktmanager | 4        | 5        | 1        | 2        |          |
| 38      | 29. Mai 2021 | 5              | Sport                 | Marcel Reif         |            |                                                         |          |          |          |          |          |

### September ’21 (Spenden-Special)
Dieses Special war eine erstmals live übertragene Ausgabe zugunsten der Hilfsorganisation Stiftung Deutsche Krebshilfe, die in Deutschland und weltweit Kinder und Familien in Not unterstützt. Wie auch in den anderen Promiausgaben musste der Gewinner nicht alle Experten besiegen, sondern lediglich mehr Duelle gewinnen als die anderen Kandidaten, und auch keine Vorrunde absolvieren.
(Der Quiz-Champion setzte damit das Engagement von Carmen Nebel fort, deren frühere Show Willkommen bei Carmen Nebel von 2009 bis 2020 Spenden für die Deutsche Krebshilfe sammelte. Zuvor übernahm Dieter Thomas Heck ab 1994 diese Aufgabe mit seiner Show Melodien für Millionen.)
| Ausgabe | Datum              | Wissensgebiete | Wissensgebiete         | Prominente Experten   | Prominente Kandidaten | Prominente Kandidaten                                           | Ergebnis | Ergebnis | Ergebnis | Ergebnis | Ergebnis |
| ------- | ------------------ | -------------- | ---------------------- | --------------------- | --------------------- | --------------------------------------------------------------- | -------- | -------- | -------- | -------- | -------- |
| S9      | 18. September 2021 | 1              | Sport                  | Franziska van Almsick | 1                     | Jürgen von der Lippe (73), Berlin, Fernsehmoderator und Komiker | 4        | 5        | 1        | 2        | 3        |
| S9      | 18. September 2021 | 2              | Literatur und Sprache  | Axel Milberg          | 2                     | Barbara Wussow (60), Wien, Schauspielerin                       | 1        | 2        | 3        | 4        | 5        |
| S9      | 18. September 2021 | 3              | Stars und Gesellschaft | Frauke Ludowig        | 3                     | Tim Mälzer (50), Hamburg, Koch                                  | 2        | 3        | 4        | 5        | 1        |
| S9      | 18. September 2021 | 4              | Film und Fernsehen     | Michael Herbig        |                       |                                                                 |          |          |          |          |          |
| S9      | 18. September 2021 | 5              | Zeitgeschehen          | Ulrich Wickert        |                       |                                                                 |          |          |          |          |          |

Am Ende der Sendung ergab die Spendensumme 3.032.730 €.

### Oktober ’21
| Ausgabe | Datum                                               | Wissensgebiete | Wissensgebiete        | Prominente Experten      | Kandidaten | Kandidaten                                                | Ergebnis | Ergebnis | Ergebnis | Ergebnis | Ergebnis |
| ------- | --------------------------------------------------- | -------------- | --------------------- | ------------------------ | ---------- | --------------------------------------------------------- | -------- | -------- | -------- | -------- | -------- |
| 39      | 30. Oktober 2021                                    | 1              | Literatur und Sprache | Christine Urspruch       | 1          | Markus Steinbrecher (43), Potsdam, Politikwissenschaftler | 3        | 4        | 5        | 1        | 2        |
| 39      | 30. Oktober 2021                                    | 2              | Ernährung             | Johann Lafer             | 2          | Luca Lanwert (32), Hannover, Lehrer                       | 2        |          |          |          |          |
| 39      | 30. Oktober 2021                                    | 3              | Sport                 | Katrin Müller-Hohenstein | 3          | Marco Siemssen (51), Hamburg, Vertriebsmanager            | 4        | 5        | 1        |          |          |
| 39      | 30. Oktober 2021                                    | 4              | Film und Fernsehen    | Bastian Pastewka         | 4          | Marcella Akalin (33), Düsseldorf, Ärztin                  | 3        | 4        |          |          |          |
| 39      | 30. Oktober 2021                                    | 5              | Zeitgeschehen         | Frank Plasberg           | 5          | Daniela Litman (35), Bad Homburg, Designerin              | 5        |          |          |          |          |
|         |                                                     |                |                       |                          | 6          | Volker Bammel (55), Wittingen-Teschendorf, Landwirt       | 2        | 3        |          |          |          |
| 7       | Constantin Kohl (33), Amersfoort, Industriephysiker | 1              | 2                     | 3                        | 4          | 5                                                         |          |          |          |          |          |

### April ’22 (Promi-Special 4)
Wie auch in den vorherigen Promiausgaben musste der Gewinner nicht alle Experten besiegen, sondern lediglich mehr Duelle gewinnen als die anderen Kandidaten.
| Ausgabe | Datum          | Wissensgebiete | Wissensgebiete        | Prominente Experten | Prominente Kandidaten | Prominente Kandidaten                                          | Ergebnis | Ergebnis | Ergebnis | Ergebnis | Ergebnis |
| ------- | -------------- | -------------- | --------------------- | ------------------- | --------------------- | -------------------------------------------------------------- | -------- | -------- | -------- | -------- | -------- |
| S10     | 23. April 2022 | 1              | Literatur und Sprache | Axel Milberg        | 1                     | Michael Mittermeier (56), München, Comedian                    | 4        | 5        | 1        | 2        | 3        |
| S10     | 23. April 2022 | 2              | Ernährung             | Johann Lafer        | 2                     | Sonja Zietlow (53), München, Moderatorin                       | 5        | 1        | 2        |          |          |
| S10     | 23. April 2022 | 3              | Sport                 | Britta Heidemann    | 3                     | Gerhard Delling (61), Hamburg, Autor, Journalist und Moderator | 2        | 3        | 4        | 5        |          |
| S10     | 23. April 2022 | 4              | Film und Fernsehen    | Michael Herbig      | 4                     | Barbara Hahlweg (53), Mainz, Journalistin                      | 4        | 5        | 1        | 2        |          |
| S10     | 23. April 2022 | 5              | Zeitgeschehen         | Frank Plasberg      |                       |                                                                |          |          |          |          |          |

### Juni ’22 (Zweite-Chance-Special)
In der 50. Folge der Sendung bekamen zwölf Kandidaten, die bereits Teilnehmer waren und von denen elf in ihrem fünften Duell gescheitert waren, eine zweite Chance. Um erneut spielen zu können, galt es, im Studio in einer Auswahlfrage einem gesuchten Zahlenwert am nächsten zu kommen. Vor den Duellen folgte die übliche 60-sekündige Schnellwissensrunde.
| Ausgabe | Datum         | Wissensgebiete | Wissensgebiete        | Prominente Experten  | Kandidaten aus Folge | Kandidaten aus Folge                                                   | Kandidaten aus Folge | Ergebnis | Ergebnis | Ergebnis | Ergebnis | Ergebnis | Finale | Finale | Finale | Finale | Finale |
| ------- | ------------- | -------------- | --------------------- | -------------------- | -------------------- | ---------------------------------------------------------------------- | -------------------- | -------- | -------- | -------- | -------- | -------- | ------ | ------ | ------ | ------ | ------ |
| S11     | 25. Juni 2022 | 1              | Literatur und Sprache | Jürgen von der Lippe | 1                    | Axel Bohmann (38), Freiburg, Dozent für englische Sprachwissenschaften | 16/17                | 4        | 5        | 1        | 2        | 3        | 1      | 2      | 3      | 4      | 5      |
| S11     | 25. Juni 2022 | 2              | Sport                 | Waldemar Hartmann    | 2                    | Constantin Kohl (33), Amersfoort, Industriephysiker                    | 39                   | 3        |          |          |          |          |        |        |        |        |        |
| S11     | 25. Juni 2022 | 3              | Musik                 | Andrea Kiewel        | 3                    | Vroni Kiefer (47), Hannover, Schauspielerin                            | 14/15                | 2        | 3        | 4        | 5        | 1        | 1      | 2      | 3      | 4      |        |
| S11     | 25. Juni 2022 | 4              | Film und Fernsehen    | Michael Herbig       | 4                    | Evelyn Lusga (32), Frankfurt, Volkswirtin                              | 32                   | 1        | 2        | 3        |          |          |        |        |        |        |        |
| S11     | 25. Juni 2022 | 5              | Zeitgeschehen         | Jens Riewa           | 5                    | Martina Kranz (51), Köln, Personalsachbearbeiterin                     | 37                   | 5        | 1        | 2        |          |          |        |        |        |        |        |

### Juli ’22
| Ausgabe | Datum        | Wissensgebiete | Wissensgebiete                                     | Prominente Experten | Kandidaten | Kandidaten                                         | Ergebnis | Ergebnis | Ergebnis | Ergebnis | Ergebnis |
| ------- | ------------ | -------------- | -------------------------------------------------- | ------------------- | ---------- | -------------------------------------------------- | -------- | -------- | -------- | -------- | -------- |
| 40      | 2. Juli 2022 | 1              | Literatur und Sprache                              | Axel Milberg        | 1          | Benjamin Boritzka (39), Aukrug, Personal Trainer   | 3        |          |          |          |          |
| 40      | 2. Juli 2022 | 2              | Erdkunde                                           | Wigald Boning       | 2          | Sarah Klaus (26), Köln, Rechtsreferendarin         | 1        | 2        |          |          |          |
| 40      | 2. Juli 2022 | 3              | Sport                                              | Julia Scharf        | 3          | Tobias Altehenger (34), Köln, Journalist           | 5        | 1        |          |          |          |
| 40      | 2. Juli 2022 | 4              | Film und Fernsehen                                 | Bastian Pastewka    | 4          | Martin Haas (43), Wien, Germanist                  | 5        | 1        | 2        |          |          |
| 40      | 2. Juli 2022 | 5              | Zeitgeschehen                                      | Ulrich Wickert      | 5          | Claudia Koch (47), Neuenbürg, Personalfachkauffrau | 4        | 5        |          |          |          |
| 40      | 2. Juli 2022 |                |                                                    |                     | 6          | Alexander Stiller (28), Bonn, Rechtsreferendar     | 3        | 4        |          |          |          |
| 40      | 2. Juli 2022 | 7              | Pierre Frotscher (31), Pfinztal, Verkehrsingenieur | 2                   | 3          | 4                                                  | 5        |          |          |          |          |
| 40      | 2. Juli 2022 | 8              | Peter Gerdes (66), Leer, Schriftsteller            | 1                   | 2          | 3                                                  | 4        | 5        |          |          |          |

### September ’22 (Spenden-Special 2)
| Ausgabe | Datum              | Wissensgebiete | Wissensgebiete     | Prominente Experten | Prominente Kandidaten | Prominente Kandidaten                                       | Ergebnis | Ergebnis | Ergebnis | Ergebnis | Ergebnis |
| ------- | ------------------ | -------------- | ------------------ | ------------------- | --------------------- | ----------------------------------------------------------- | -------- | -------- | -------- | -------- | -------- |
| S12     | 10. September 2022 | 1              | Ernährung          | Johann Lafer        | 1                     | Mike Krüger (70), Hamburg, Sänger, Komiker und Schauspieler | 4        | 5        | 1        | 2        | 3        |
| S12     | 10. September 2022 | 2              | Erdkunde           | Wigald Boning       | 2                     | Paul Panzer (50), Köln, Stand-up-Comedian und Schauspieler  | 3        | 4        | 5        | 1        | 2        |
| S12     | 10. September 2022 | 3              | Sport              | Katarina Witt       | 3                     | Anna Loos (51), Berlin, Schauspielerin und Sängerin         | 1        | 2        | 3        | 4        | 5        |
| S12     | 10. September 2022 | 4              | Film und Fernsehen | Michael Herbig      |                       |                                                             |          |          |          |          |          |
| S12     | 10. September 2022 | 5              | Zeitgeschehen      | Barbara Hahlweg     |                       |                                                             |          |          |          |          |          |

Die Spendensumme betrug 3.186.548 € (inkl. 50.000 € Gewinnsumme).

### September ’22
| Ausgabe | Datum                                          | Wissensgebiete | Wissensgebiete        | Prominente Experten      | Kandidaten | Kandidaten                                       | Ergebnis | Ergebnis | Ergebnis | Ergebnis | Ergebnis |
| ------- | ---------------------------------------------- | -------------- | --------------------- | ------------------------ | ---------- | ------------------------------------------------ | -------- | -------- | -------- | -------- | -------- |
| 41      | 24. September 2022                             | 1              | Literatur und Sprache | Axel Milberg             | 1          | Tim Pittelkow (43), Köln, Polizeihauptkommissar  | 3        | 4        | 5        | 1        | 2        |
| 41      | 24. September 2022                             | 2              | Musik                 | Andrea Kiewel            | 2          | Hannah Reinmoser (28), Freising, Sonderpädagogin | 2        |          |          |          |          |
| 41      | 24. September 2022                             | 3              | Sport                 | Katrin Müller-Hohenstein | 3          | Claudia Kemner (53), Reinbek, Lehrerin           | 1        | 2        |          |          |          |
| 41      | 24. September 2022                             | 4              | Film und Fernsehen    | Bastian Pastewka         | 4          | Tilman Thiry (36), Köln, Softwareentwickler      | 4        | 5        |          |          |          |
| 41      | 24. September 2022                             | 5              | Zeitgeschichte        | Guido Knopp              | 5          | Christopher Gordjy (32), Velten, Rechtsanwalt    | 3        | 4        |          |          |          |
|         |                                                |                |                       |                          | 6          | Heike Ollesch (55), Wermelskirchen, Angestellte  | 1        | 2        | 3        |          |          |
| 7       | Jan Kostka (23), Köln, Physik-Student          | 5              |                       |                          |            |                                                  |          |          |          |          |          |
| 8       | Susanne van Kempen (64), Leverkusen, Rentnerin | 2              |                       |                          |            |                                                  |          |          |          |          |          |
| 9       | Thilo Fischer (35), Boizenburg, Lehrer         | 1              |                       |                          |            |                                                  |          |          |          |          |          |

### März ’23
| Ausgabe | Datum         | Wissensgebiete | Wissensgebiete        | Prominente Experten   | Kandidaten | Kandidaten                                            | Ergebnis | Ergebnis | Ergebnis | Ergebnis | Ergebnis | Finale | Finale | Finale | Finale | Finale |
| ------- | ------------- | -------------- | --------------------- | --------------------- | ---------- | ----------------------------------------------------- | -------- | -------- | -------- | -------- | -------- | ------ | ------ | ------ | ------ | ------ |
| 42      | 11. März 2023 | 1              | Literatur und Sprache | Axel Milberg          | 1          | Gertje Graef (37), Leipzig, Ärztin                    | 5        | 1        | 2        | 3        | 4        |        |        |        |        |        |
| 42      | 11. März 2023 | 2              | Ernährung             | Johann Lafer          | 2          | Ulrich Suttka (58), Wideshausen, Zeitungsredakteur    | 4        | 5        | 1        |          |          |        |        |        |        |        |
| 42      | 11. März 2023 | 3              | Sport                 | Franziska van Almsick | 3          | Henriette Sendzik (33), Friedrichshafen, Logistikerin | 5        | 1        | 2        | 3        | 4        | 1      | 2      | 3      | 4      | 5      |
| 42      | 11. März 2023 | 4              | Film und Fernsehen    | Bastian Pastewka      | 4          | Markus Müller (51), Itzehoe, Lehrer                   | 2        | 3        | 4        | 5        | 1        | 1      | 2      | 3      | 4      | 5      |
| 42      | 11. März 2023 | 5              | Zeitgeschehen         | Barbara Hahlweg       |            |                                                       |          |          |          |          |          |        |        |        |        |        |

### April ’23 (Promi-Special 5)
Wie auch in den ersten beiden Promiausgaben musste der Gewinner nicht alle Experten besiegen, sondern lediglich mehr Duelle gewinnen als die anderen Kandidaten.
| S13 | 29. April 2023 | 1 | Literatur und Sprache | Christine Urspruch    | 1 | Béla Réthy (66), Wiesbaden, Sportjournalist                              | 2 | 3 | 4 | 5 | 1 |  |
| S13 | 29. April 2023 | 2 | Erdkunde              | Wigald Boning         | 2 | Esther Schweins (53), Mallorca, Schauspielerin, Moderatorin, Regisseurin | 4 | 5 | 1 | 2 |   |  |
| S13 | 29. April 2023 | 3 | Sport                 | Franziska van Almsick | 3 | Leonard Lansink (67), Berlin, Schauspieler                               | 1 | 2 | 3 | 4 | 5 |  |
| S13 | 29. April 2023 | 4 | Film und Fernsehen    | Bastian Pastewka      | 4 | Janin Ullmann (41), Hamburg, Moderatorin und Journalistin                | 5 | 1 | 2 |   |   |  |
| S13 | 29. April 2023 | 5 | Zeitgeschehen         | Frank Plasberg        |   |                                                                          |   |   |   |   |   |  |

### Juni ’23
| Ausgabe | Datum         | Wissensgebiete | Wissensgebiete        | Prominente Experten | Kandidaten | Kandidaten                                                                 | Ergebnis | Ergebnis | Ergebnis | Ergebnis | Ergebnis | Finale | Finale | Finale | Finale | Finale |
| ------- | ------------- | -------------- | --------------------- | ------------------- | ---------- | -------------------------------------------------------------------------- | -------- | -------- | -------- | -------- | -------- | ------ | ------ | ------ | ------ | ------ |
| 43      | 17. Juni 2023 | 1              | Literatur und Sprache | Anna Thalbach       | 1          | Jöran Steinhauer (36), Bochum, Musiker                                     | 2        | 3        | 4        | 5        | 1        | 1      | 2      | 3      | 4      | 5      |
| 43      | 17. Juni 2023 | 2              | Film und Fernsehen    | Michael Herbig      | 2          | Kristina Deininger (44), Würzburg, Journalistin                            | 4        |          |          |          |          |        |        |        |        |        |
| 43      | 17. Juni 2023 | 3              | Sport                 | Marcel Reif         | 3          | Pia Bockermann (30), Bad Hindelang, Gymnasiallehrerin (Deutsch und Latein) | 5        | 1        | 2        | 3        | 4        | 1      | 2      | 3      | 4      | 5      |
| 43      | 17. Juni 2023 | 4              | Ernährung             | Sarah Wiener        | 4          | Isabell Lorenz (67), Düsseldorf, Rentnerin                                 | 1        | 2        | 3        | 4        | 5        | 1      | 2      | 3      | 4      | 5      |
| 43      | 17. Juni 2023 | 5              | Zeitgeschehen         | Jens Riewa          |            |                                                                            |          |          |          |          |          |        |        |        |        |        |

### September ’23 (Spenden-Special 3)
| Ausgabe | Datum              | Wissensgebiete | Wissensgebiete        | Prominente Experten | Prominente Kandidaten | Prominente Kandidaten                         | Ergebnis | Ergebnis | Ergebnis | Ergebnis | Ergebnis |
| ------- | ------------------ | -------------- | --------------------- | ------------------- | --------------------- | --------------------------------------------- | -------- | -------- | -------- | -------- | -------- |
| S14     | 16. September 2023 | 1              | Literatur und Sprache | Axel Milberg        | 1                     | Marie-Louise Finck (34), Kiel, Staatsanwältin | 2        | 3        | 4        | 5        | 1        |
| S14     | 16. September 2023 | 2              | Film und Fernsehen    | Michael Herbig      | 2                     | Thomas Kinne (62), Nauheim, Übersetzer        | 4        | 5        | 1        | 2        | 3        |
| S14     | 16. September 2023 | 3              | Musik                 | Andrea Kiewel       | 3                     | Sebastian Jacoby (45), Duisburg, Controller   | 5        | 1        | 2        | 3        | 4        |
| S14     | 16. September 2023 | 4              | Sport                 | Marcel Reif         |                       |                                               |          |          |          |          |          |
| S14     | 16. September 2023 | 5              | Ernährung             | Sarah Wiener        |                       |                                               |          |          |          |          |          |

Zu Beginn kündigte Kerner als Kandidaten „Quiz-Stars“ an, „deren Fernsehkarrieren mit Der Quiz-Champion zu tun haben“. Finck wiederholte ihr Ergebnis von Mai 2016 und gewann damit gegen Jacoby und Kinne, die ihre fünf Duellerfolge von April 2012 bzw. April 2017 nicht nochmals erreichen konnten. Fincks Gewinn von 80.000 € erhöhte das Aufkommen durch von Prominenten während der Sendung angenommene Spendenanrufe zugunsten der Deutschen Krebshilfe auf 3.318.737 €.
Herbig intervenierte nach der Stechfrage im Duell Kinne gegen Kiewel vergeblich für den Kandidaten – Kiewel war am Buzzer schneller und hatte die Antwort gegeben, bevor Kerner sie danach gefragt hatte; der vom Moderator befragte, für die Einhaltung der Regeln zuständige Notar Markus Jakoby sah darin keine Regelverletzung. Allerdings beging sie offensichtlich Kerner danach selbst, als er im Duell Jacoby gegen Milberg es dem die Antwort zu wissen signalisierenden Herbig erlaubte, ans Pult von Jacoby zu kommen, mit ihm zu sprechen und die richtige Antwort auszuwählen. Niemand protestierte und der Notar schaltete sich nicht ein. Im späteren Duell Jacoby gegen Herbig antwortete in der Stechfrage auf „Auf welcher US-amerikanischen Insel spielt der Krimiserien-Klassiker ‚Magnum‘?“ Herbig wie auf der Karte des Moderators vorgegeben mit „Hawaii“; allerdings wendete Jacoby ein, dass mit Hawaii wohl nicht die Hauptinsel, auch „The Big Island“ genannt, gemeint sei, sondern die Inselgruppe gleichen Namens und vermutete als Antwort das eigentlich zutreffende Oʻahu. Die fehlerhafte Frage zog keine Konsequenz nach sich.

### September ’23
| Ausgabe | Datum              | Wissensgebiete | Wissensgebiete        | Prominente Experten   | Kandidaten | Kandidaten                                                                     | Ergebnis | Ergebnis | Ergebnis | Ergebnis | Ergebnis | Finale | Finale | Finale | Finale | Finale |
| ------- | ------------------ | -------------- | --------------------- | --------------------- | ---------- | ------------------------------------------------------------------------------ | -------- | -------- | -------- | -------- | -------- | ------ | ------ | ------ | ------ | ------ |
| 44      | 30. September 2023 | 1              | Literatur und Sprache | Anna Thalbach         | 1          | Thomas Blaschke (35), Schönefeld, Lektor und Übersetzer                        | 4        | 5        | 1        | 2        | 3        | 1      | 2      | 3      | 4      | 5      |
| 44      | 30. September 2023 | 2              | Erdkunde              | Wigald Boning         | 2          | Beatrice Schröder (37), Wiesbaden, Erzieherin (z. Zt. Gastronomiebeschäftigte) | 1        | 2        | 3        | 4        | 5        | 1      | 2      | 3      | 4      | 5      |
| 44      | 30. September 2023 | 3              | Sport                 | Franziska van Almsick | 3          | Eva Lange (46), Nieder-Wiesen, Diplom-Biologin                                 | 4        |          |          |          |          |        |        |        |        |        |
| 44      | 30. September 2023 | 4              | Film und Fernsehen    | Bastian Pastewka      | 4          | Tobias Litterst (36), Hamburg, freier Autor                                    | 3        |          |          |          |          |        |        |        |        |        |
| 44      | 30. September 2023 | 5              | Zeitgeschehen         | Frank Plasberg        | 5          | Susi Braun (65), Heist, Rentnerin                                              | 3        | 4        | 5        |          |          |        |        |        |        |        |

Im Finale hatte Schröder zunächst die Frage aus Film und Fernsehen: „Welcher Italiener spielte in den Siebzigern die Hauptrolle in den Filmen ‚Mein Name ist Nobody‘ und ‚Keiner haut wie Don Camillo‘?“ mit „Bud Spencer“ statt mit „Terence Hill“ beantwortet und danach die Frage zu Zeitgeschehen richtig. Es wäre zu einem zweiten Stechen zwischen Schröder und Blaschke gekommen, der ebenfalls eine Frage falsch beantwortete, hätte nicht Pastewka bemerkt, dass der Film Keiner haut wie Don Camillo aus den 1980er-Jahren stammt. Der Notar ließ eine andere Frage aus Film und Fernsehen stellen.
In ihren Duellen gegen Schröder verloren Boning und van Almsick zum ersten Mal in ihrer Teilnahme an der Sendungsreihe „zu Null“ (0:3). Tobias Litterst war der erste blinde Kandidat der Sendung. Er bekam die Fragen nur zu hören.

### April ’24
| Ausgabe | Datum         | Wissensgebiete | Wissensgebiete     | Prominente Experten | Kandidaten | Kandidaten                                                                    | Ergebnis | Ergebnis | Ergebnis | Ergebnis | Ergebnis | Finale  | Finale  | Finale  | Finale  | Finale  | Finale  | Finale  | Finale  | Finale  | Finale  |
| Ausgabe | Datum         | Wissensgebiete | Wissensgebiete     | Prominente Experten | Kandidaten | Kandidaten                                                                    | Ergebnis | Ergebnis | Ergebnis | Ergebnis | Ergebnis | Runde 1 | Runde 1 | Runde 1 | Runde 1 | Runde 1 | Runde 2 | Runde 2 | Runde 2 | Runde 2 | Runde 2 |
| ------- | ------------- | -------------- | ------------------ | ------------------- | ---------- | ----------------------------------------------------------------------------- | -------- | -------- | -------- | -------- | -------- | ------- | ------- | ------- | ------- | ------- | ------- | ------- | ------- | ------- | ------- |
| 45      | 6. April 2024 | 1              | Musik              | Andrea Kiewel       | 1          | Mario Schmidt (33), Wernigerode, Leiter Marketing und Vertrieb                | 5        | 1        |          |          |          |         |         |         |         |         |         |         |         |         |         |
| 45      | 6. April 2024 | 2              | Film und Fernsehen | Michael Herbig      | 2          | Anja Böttcher (42), Hamburg, Projektleiterin                                  | 4        | 5        |          |          |          |         |         |         |         |         |         |         |         |         |         |
| 45      | 6. April 2024 | 3              | Sport              | Julia Scharf        | 3          | Thomas Kreidemeier (22), München, Student                                     | 2        | 3        | 4        | 5        | 1        | 1       | 2       | 3       | 4       | 5       | 1       |         |         |         |         |
| 45      | 6. April 2024 | 4              | Erdkunde           | Wigald Boning       | 4          | Thomas Kolåsæter (47), Oslo, Schriftsteller und Lektor                        | 3        | 4        | 5        | 1        | 2        | 1       | 2       | 3       | 4       | 5       | 1       | 2       | 3       | 4       | 5       |
| 45      | 6. April 2024 | 5              | Zeitgeschehen      | Christian Sievers   | 5          | Vera Weidemann (55), Katlenburg-Lindau, pharmazeutisch-technische Assistentin | 5        | 1        |          |          |          |         |         |         |         |         |         |         |         |         |         |

Thomas Kolåsæter ist der erste Gewinner, der Deutsch als Fremdsprache spricht. Thomas Kreidemeier ist der aktuell jüngste Kandidat, der alle fünf Duelle gewonnen hat.

### April ’24 (Doppel-Special)
Zum ersten Mal traten die Kandidaten und die Experten zu zweit, also im Doppel, an. Somit galt es, zehn Experten zu schlagen. Der Gewinnbetrag verdoppelte sich nicht und blieb bei 100.000 €.
| Ausgabe | Datum                             | Wissensgebiete | Wissensgebiete        | Prominente Experten                  | Kandidaten | Kandidaten | Ergebnis | Ergebnis | Ergebnis | Ergebnis | Ergebnis | Finale  | Finale  | Finale  | Finale  | Finale  | Finale  | Finale  | Finale  | Finale  | Finale  |
| Ausgabe | Datum                             | Wissensgebiete | Wissensgebiete        | Prominente Experten                  | Kandidaten | Kandidaten | Ergebnis | Ergebnis | Ergebnis | Ergebnis | Ergebnis | Runde 1 | Runde 1 | Runde 1 | Runde 1 | Runde 1 | Runde 2 | Runde 2 | Runde 2 | Runde 2 | Runde 2 |
| ------- | --------------------------------- | -------------- | --------------------- | ------------------------------------ | ---------- | --- | -------- | -------- | -------- | -------- | -------- | ------- | ------- | ------- | ------- | ------- | ------- | ------- | ------- | ------- | ------- |
| S15     | 24. April 2024 (Vorrunde)         | 1              | Literatur und Sprache | Katharina Thalbach Anna Thalbach     | 1          | Julian Wirth (34), Sünching, Controller Lorenz Wirth (23), Neukirchen, Student                                      | 1        |          |          |          |          |         |         |         |         |         |         |         |         |         |         |
| S15     | 24. April 2024 (Vorrunde)         | 2              | Film und Fernsehen    | Kurt Krömer Michael Herbig           | 2          | Kristina Darban (43), Hamburg, Vertriebsleiterin Stephan Rönn (53), Hamburg, Geschäftsführer                        | 5        | 1        | 2        | 3        | 4        | 1       | 2       | 3       | 4       | 5       | 1       |         |         |         |         |
| S15     | 24. April 2024 (Vorrunde)         | 3              | Sport                 | Marcel Reif Katrin Müller-Hohenstein | 3          | Kirstin Aretz (49), Troisdorf, Teamleiterin IHK Sofie Cramer (50), Hanstedt, Autorin                                | 2        |          |          |          |          |         |         |         |         |         |         |         |         |         |         |
| S15     | 24. April 2024 (Vorrunde)         | 4              | Ernährung             | Sarah Wiener Johann Lafer            | 4          | Sarah Schild (35), Braunschweig, Hörfunk-Volontärin Oliver Wolff (54), Börßum, Baustoffkaufmann                     | 3        |          |          |          |          |         |         |         |         |         |         |         |         |         |         |
| S15     | 24. April 2024 (Vorrunde)         | 5              | Zeitgeschehen         | Anne Gesthuysen Frank Plasberg       | 4          | Sarah Schild (35), Braunschweig, Hörfunk-Volontärin Oliver Wolff (54), Börßum, Baustoffkaufmann                     | 3        |          |          |          |          |         |         |         |         |         |         |         |         |         |         |
| S16     | 27. April 2024 (Vorrunde, Finale) | 1              | Literatur und Sprache | Katharina Thalbach Anna Thalbach     | 4          | Sarah Schild (35), Braunschweig, Hörfunk-Volontärin Oliver Wolff (54), Börßum, Baustoffkaufmann                     |          | 4        |          |          |          |         |         |         |         |         |         |         |         |         |         |
| S16     | 27. April 2024 (Vorrunde, Finale) | 2              | Film und Fernsehen    | Kurt Krömer Michael Herbig           | 5          | Jessica Trescher (23), Freiburg, Studentin Kai Trescher (46), Emmendingen, Niederlassungsleiter                     | 1        | 2        | 3        | 4        | 5        | 1       | 2       | 3       | 4       | 5       | 1       | 2       | 3       | 4       | 5       |
| S16     | 27. April 2024 (Vorrunde, Finale) | 3              | Sport                 | Marcel Reif Katrin Müller-Hohenstein | 6          | Thomas Rauther (49), Escheburg, Gebäudemanager Marco Schomburg (55), Hamburg, Personal- und Organisationsentwickler | 5        | 1        |          |          |          |         |         |         |         |         |         |         |         |         |         |
| S16     | 27. April 2024 (Vorrunde, Finale) | 4              | Ernährung             | Sarah Wiener Johann Lafer            | 7          | Rudolf Haller (64), Staufenberg, Rentner Erich Raab (64), Gießen, selbstständiger Handwerker                        | 2        | 3        |          |          |          |         |         |         |         |         |         |         |         |         |         |
| S16     | 27. April 2024 (Vorrunde, Finale) | 5              | Zeitgeschehen         | Anne Gesthuysen Frank Plasberg       | 8          | Nicole Wilms (41), Balve, Grundschullehrerin Niklas Bayer-Eynck (35), Schwerte, Psychologe und Psychotherapeut      | 1        |          |          |          |          |         |         |         |         |         |         |         |         |         |         |

### Juli ’24
| Ausgabe | Datum         | Wissensgebiete | Wissensgebiete        | Prominente Experten | Kandidaten | Kandidaten                                                     | Ergebnis | Ergebnis | Ergebnis | Ergebnis | Ergebnis | Finale  | Finale  | Finale  | Finale  | Finale  | Finale  | Finale  | Finale  | Finale  | Finale  |
| Ausgabe | Datum         | Wissensgebiete | Wissensgebiete        | Prominente Experten | Kandidaten | Kandidaten                                                     | Ergebnis | Ergebnis | Ergebnis | Ergebnis | Ergebnis | Runde 1 | Runde 1 | Runde 1 | Runde 1 | Runde 1 | Runde 2 | Runde 2 | Runde 2 | Runde 2 | Runde 2 |
| ------- | ------------- | -------------- | --------------------- | ------------------- | ---------- | -------------------------------------------------------------- | -------- | -------- | -------- | -------- | -------- | ------- | ------- | ------- | ------- | ------- | ------- | ------- | ------- | ------- | ------- |
| 46      | 13. Juli 2024 | 1              | Literatur und Sprache | Axel Milberg        | 1          | Anton Schaumäker (29), Stuttgart, Luft- und Raumfahrtingenieur | 3        | 4        | 5        | 1        | 2        | 1       | 2       | 3       | 4       | 5       | 1       | 2       | 3       | 4       | 5       |
| 46      | 13. Juli 2024 | 2              | Musik                 | Andrea Kiewel       | 2          | Ulrike Stockhausen (57), Berlin, Fremdsprachenkorrespondentin  | 4        |          |          |          |          |         |         |         |         |         |         |         |         |         |         |
| 46      | 13. Juli 2024 | 3              | Sport                 | Julia Scharf        | 3          | Larissa Martin (40), Siegen, Grundschullehrerin                | 5        | 1        | 2        |          |          |         |         |         |         |         |         |         |         |         |         |
| 46      | 13. Juli 2024 | 4              | Ernährung             | Sarah Wiener        | 4          | Thomas Bollmann (57), Langenau, LKW-Fahrer                     | 1        | 2        | 3        | 4        | 5        | 1       | 2       | 3       | 4       | 5       | 1       | 2       | 3       | 4       |         |
| 46      | 13. Juli 2024 | 5              | Zeitgeschehen         | Ulrich Wickert      | 5          | Jana Klonikowski (32), Kronshagen, Nachrichtenredakteurin      | 2        | 3        |          |          |          |         |         |         |         |         |         |         |         |         |         |

### August ’24 (Zweite-Chance-Special 2)
In dieser Doppelausgabe traten ehemalige Finalisten an.
| Ausgabe | Datum                              | Wissensgebiete | Wissensgebiete        | Prominente Experten      | Kandidaten aus Folge | Kandidaten aus Folge                                                    | Kandidaten aus Folge | Ergebnis | Ergebnis | Ergebnis | Ergebnis | Ergebnis | Finale | Finale | Finale | Finale | Finale |
| ------- | ---------------------------------- | -------------- | --------------------- | ------------------------ | -------------------- | ----------------------------------------------------------------------- | -------------------- | -------- | -------- | -------- | -------- | -------- | ------ | ------ | ------ | ------ | ------ |
| S17     | 14. August 2024 (Vorrunde)         | 1              | Literatur und Sprache | Anna Thalbach            | 1                    | Richard Volkmann (35), München, Leiter Presse und Öffentlichkeitsarbeit | 31                   | 1        | 2        | 3        | 4        | 5        | 1      | 2      | 3      | 4      | 5      |
| S17     | 14. August 2024 (Vorrunde)         | 2              | Erdkunde              | Wigald Boning            | 2                    | Dominik Wahlig (57), Schwäbisch Hall, Managementberater                 | 20/21                | 5        | 1        | 2        |          |          |        |        |        |        |        |
| S17     | 14. August 2024 (Vorrunde)         | 3              | Sport                 | Katrin Müller-Hohenstein | 2                    | Dominik Wahlig (57), Schwäbisch Hall, Managementberater                 | 20/21                | 5        | 1        | 2        |          |          |        |        |        |        |        |
| S17     | 14. August 2024 (Vorrunde)         | 4              | Film und Fernsehen    | Bastian Pastewka         | 2                    | Dominik Wahlig (57), Schwäbisch Hall, Managementberater                 | 20/21                | 5        | 1        | 2        |          |          |        |        |        |        |        |
| S17     | 14. August 2024 (Vorrunde)         | 5              | Zeitgeschehen         | Jens Riewa               | 2                    | Dominik Wahlig (57), Schwäbisch Hall, Managementberater                 | 20/21                | 5        | 1        | 2        |          |          |        |        |        |        |        |
| S18     | 17. August 2024 (Vorrunde, Finale) | 1              | Literatur und Sprache | Anna Thalbach            | 2                    | Dominik Wahlig (57), Schwäbisch Hall, Managementberater                 | 20/21                |          |          |          | 3        |          |        |        |        |        |        |
| S18     | 17. August 2024 (Vorrunde, Finale) | 2              | Erdkunde              | Wigald Boning            | 3                    | Marlis Seelmann (59), Hannover, Sachbearbeiterin                        | 26/27                | 2        | 3        | 4        | 5        | 1        | 1      | 2      | 3      | 4      | 5      |
| S18     | 17. August 2024 (Vorrunde, Finale) | 3              | Sport                 | Katrin Müller-Hohenstein | 4                    | Kristina Darban (43), Hamburg, Vertriebsleiterin                        | S15/S16              | 1        | 2        |          |          |          |        |        |        |        |        |
| S18     | 17. August 2024 (Vorrunde, Finale) | 4              | Film und Fernsehen    | Bastian Pastewka         | 5                    | Thomas Kreidemeier (23), München, Student                               | 45                   | 1        | 2        | 3        | 4        | 5        | 1      | 2      | 3      | 4      | 5      |
| S18     | 17. August 2024 (Vorrunde, Finale) | 5              | Zeitgeschehen         | Jens Riewa               |                      |                                                                         |                      |          |          |          |          |          |        |        |        |        |        |

Thomas Kreidemeier wurde bislang jüngster Quiz-Champion, zuvor war er im April 2024 seinem Kontrahenten im Finale unterlegen. Er spendete seinen Gewinn der Albert Schweitzer Stiftung für unsere Mitwelt, die sich für den Tierschutz einsetzt.

### September ’24 (Spenden-Special 4)
Zu deren 50. Geburtstag wurde zum vierten Mal eine Live-Ausgabe zugunsten der Stiftung Deutsche Krebshilfe gesendet. Wie im vorigen Jahr traten als Kandidaten drei prominente Quizzer an, die in den Jahren 2012–14 bereits am Quiz-Champion teilgenommen hatten. Pro gewonnenem Duell steuerten sie 20.000 € bei, insgesamt also 200.000 €. Thorsten Zirkel wurde bei seiner zweiten Teilnahme zum zweiten Mal Quiz-Champion.
| Ausgabe | Datum              | Wissensgebiete | Wissensgebiete        | Prominente Experten | Prominente Kandidaten | Prominente Kandidaten                                          | Ergebnis | Ergebnis | Ergebnis | Ergebnis | Ergebnis |
| ------- | ------------------ | -------------- | --------------------- | ------------------- | --------------------- | -------------------------------------------------------------- | -------- | -------- | -------- | -------- | -------- |
| S19     | 14. September 2024 | 1              | Erdkunde              | Wigald Boning       | 1                     | Sebastian Klussmann (35), Berlin, Autor und Moderator          | 3        | 4        | 5        | 1        | 2        |
| S19     | 14. September 2024 | 2              | Literatur und Sprache | Anna Thalbach       | 2                     | Annegret Schenkel (45), Leipzig, Korrekturleserin und Lektorin | 1        | 2        | 3        | 4        | 5        |
| S19     | 14. September 2024 | 3              | Film und Fernsehen    | Bastian Pastewka    | 3                     | Thorsten Zirkel (47), Neufahrn, Bankbetriebswirt               | 2        | 3        | 4        | 5        | 1        |
| S19     | 14. September 2024 | 4              | Ernährung             | Sarah Wiener        |                       |                                                                |          |          |          |          |          |
| S19     | 14. September 2024 | 5              | Sport                 | Marcel Reif         |                       |                                                                |          |          |          |          |          |

Unmittelbar anschließend wurde durch die Nacht bis Sonntagmittag um 12:45 Uhr weiter gequizzt. Dabei traten folgende Content Creatoren und weitere Medienschaffende und Prominente zum Teil paarweise an: Sophia Thiel, Aurel Mertz, Jonas Deichmann, Anna Dushime & Schlecky Silberstein, Ronja Forcher, Jonas Moll & Eva Seemann, Leonie & Sophie Klassen, Timur Bartels & Kilian Kerner, Anna Engelschall, Tara-Louise Wittwer & Fabian Grischkat, Faye Montana, Anna Adamyan & Betty Taube sowie Sally Özcan. Jeder Kandidat absolvierte alle fünf Duelle. Für sieben korrekte Antworten in der Schnellfragerunde wurden der Stiftung Deutsche Krebshilfe 500 € zugeschrieben, für jedes gewonnene Duell 1.000 €. Falls ein Kandidat in einem Duell zurücklag oder in einer entscheidenden Frage unsicher, gab es für ihn insgesamt einmalig die Möglichkeit, per Buzzer-Auslösung eine „Challenge“ zu erwirken. Nun entschied eine Geschicklichkeitsaufgabe – z. B. einen Bottle Flip absolvieren – darüber, ob das Duell für ihn als gewonnen oder verloren galt. Während der Nacht wurde an den Moderator, die Experten und die Kandidaten Essen und Getränke ausgegeben. Insgesamt betrug die Spendensumme 3.927.615 €.

### September ’24
| Ausgabe | Datum              | Wissensgebiete | Wissensgebiete        | Prominente Experten   | Kandidaten | Kandidaten                                                             | Ergebnis | Ergebnis | Ergebnis | Ergebnis | Ergebnis | Finale | Finale | Finale | Finale | Finale |
| ------- | ------------------ | -------------- | --------------------- | --------------------- | ---------- | ---------------------------------------------------------------------- | -------- | -------- | -------- | -------- | -------- | ------ | ------ | ------ | ------ | ------ |
| 47      | 28. September 2024 | 1              | Literatur und Sprache | Axel Milberg          | 1          | Daniel Hostadt (24), Mannheim, Ökonom                                  | 4        | 5        | 1        | 2        | 3        | 1      | 2      | 3      | 4      | 5      |
| 47      | 28. September 2024 | 2              | Ernährung             | Alexander Herrmann    | 2          | Judith Suttmöller (50), Georgsmarienhütte, Fachärztin für Reha-Medizin | 2        | 3        | 4        |          |          |        |        |        |        |        |
| 47      | 28. September 2024 | 3              | Sport                 | Franziska van Almsick | 3          | Elisabeth Soldner (32), Maintal, Projektmanagerin                      | 5        | 1        | 2        | 3        | 4        | 1      | 2      | 3      | 4      | 5      |
| 47      | 28. September 2024 | 4              | Film und Fernsehen    | Bastian Pastewka      |            |                                                                        |          |          |          |          |          |        |        |        |        |        |
| 47      | 28. September 2024 | 5              | Zeitgeschehen         | Pinar Atalay          |            |                                                                        |          |          |          |          |          |        |        |        |        |        |

Im Stechen trat Daniel Hostadt als Erster an und konnte die Literaturfrage nach der Comic-Hexe, die beständig auf der Jagd nach Dagobert Ducks Glückszehner ist, nicht beantworten. Ebenfalls in der ersten Kategorie scheiterte Elisabeth Soldner mit der Frage, welcher italienische Dichter im 14. Jahrhundert die Göttliche Komödie schrieb, wie auch in der letzten, als es um den Kanzler der ersten großen Koalition auf Bundesebene ab 1966 in Deutschland ging. Somit löste Hostadt den 28-jährigen Moritz Radecke als bis dahin jüngsten Gewinner einer regulären Ausgabe ab.

### März ’25 (Bundesländer-Special)
In dieser Doppelausgabe trat aus jedem der 16 deutschen Bundesländer ein Kandidat an. Wie in den Zweite-Chance-Specials mussten sich die Kandidaten über eine Schätzfrage qualifizieren und anschließend die übliche 60-sekündige Schnellraterunde bestehen.
| Ausgabe | Datum                            | Wissensgebiete | Wissensgebiete        | Prominente Experten      | Kandidaten | Kandidaten                                                                     | Ergebnis | Ergebnis | Ergebnis | Ergebnis | Ergebnis | Finale | Finale | Finale | Finale | Finale |
| ------- | -------------------------------- | -------------- | --------------------- | ------------------------ | ---------- | ------------------------------------------------------------------------------ | -------- | -------- | -------- | -------- | -------- | ------ | ------ | ------ | ------ | ------ |
| S20     | 22. März 2025 (Vorrunde)         | 1              | Literatur und Sprache | Axel Milberg             | 1          | Igor Moyshenzon (27), Bremen, Verwaltungsinspektor                             | 3        | 4        | 5        | 1        | 2        | 1      | 2      | 3      | 4      | 5      |
| S20     | 22. März 2025 (Vorrunde)         | 2              | Sport                 | Katrin Müller-Hohenstein | 2          | Tina Georgi (38), Leipzig, Projektmanagerin                                    | 2        | 3        |          |          |          |        |        |        |        |        |
| S20     | 22. März 2025 (Vorrunde)         | 3              | Erdkunde              | Wigald Boning            | 3          | Jana Geerken (37), Köln, Managerin in der Gesundheitsbranche                   | 5        |          |          |          |          |        |        |        |        |        |
| S20     | 22. März 2025 (Vorrunde)         | 4              | Film und Fernsehen    | Jan Josef Liefers        | 4          | Inez Müller (51), Heilbronn, Sachbearbeiterin in einem Gabelstaplerunternehmen | 1        | 2        | 3        | 4        |          |        |        |        |        |        |
| S20     | 22. März 2025 (Vorrunde)         | 5              | Zeitgeschehen         | Katrin Bauerfeind        | 4          | Inez Müller (51), Heilbronn, Sachbearbeiterin in einem Gabelstaplerunternehmen | 1        | 2        | 3        | 4        |          |        |        |        |        |        |
| S21     | 29. März 2025 (Vorrunde, Finale) | 1              | Literatur und Sprache | Axel Milberg             | 4          | Inez Müller (51), Heilbronn, Sachbearbeiterin in einem Gabelstaplerunternehmen |          |          |          |          | 5        | 1      |        |        |        |        |
| S21     | 29. März 2025 (Vorrunde, Finale) | 2              | Sport                 | Katrin Müller-Hohenstein | 5          | Kathrin Matthes (42), Hamburg, Lehrerin (Englisch und Geografie)               | 2        | 3        | 4        | 5        | 1        | 1      | 2      |        |        |        |
| S21     | 29. März 2025 (Vorrunde, Finale) | 3              | Erdkunde              | Wigald Boning            | 6          | Lutz Gerling (36), Regensburg, Radiomoderator                                  | 4        | 5        | 1        |          |          |        |        |        |        |        |
| S21     | 29. März 2025 (Vorrunde, Finale) | 4              | Film und Fernsehen    | Anna Loos                | 7          | Melanie Hartung (40), Riedstadt, Assistant House Manager                       | 4        | 5        | 1        | 2        | 3        |        |        |        |        |        |
| S21     | 29. März 2025 (Vorrunde, Finale) | 5              | Zeitgeschehen         | Katrin Bauerfeind        |            |                                                                                |          |          |          |          |          |        |        |        |        |        |

Im Stechen beantwortete als Erster Igor Moyshenzon alle Fragen richtig. Inez Müller wusste die erste Frage aus Literatur und Sprache nicht zu beantworten: „Für welche Comic-Reihe steht die Abkürzung LTB?“, Kathrin Matthes scheiterte an ihrer zweiten Frage aus dem Bereich Sport: „Welcher deutsche Wintersportort im Sauerland war im Januar Austragungsstätte der diesjährigen Rennrodel-EM?“. Damit gewann der in der Ukraine geborene Moyshenzon das Bundesländer-Special und 100.000 Euro.

### Juni ’25
| Ausgabe | Datum         | Wissensgebiete | Wissensgebiete        | Prominente Experten | Kandidaten | Kandidaten                                        | Ergebnis | Ergebnis | Ergebnis | Ergebnis | Ergebnis |
| ------- | ------------- | -------------- | --------------------- | ------------------- | ---------- | ------------------------------------------------- | -------- | -------- | -------- | -------- | -------- |
| 48      | 14. Juni 2025 | 1              | Literatur und Sprache | Christine Urspruch  | 1          | Moritz Witt (29), Quickborn, Wirtschaftschemiker  | 2        | 3        | 4        |          |          |
| 48      | 14. Juni 2025 | 2              | Ernährung             | Johann Lafer        | 2          | Uta Kampermann (33), Köln, Lebensmittelchemikerin | 1        | 2        | 3        | 4        | 5        |
| 48      | 14. Juni 2025 | 3              | Sport                 | Marcel Reif         | 3          | Michael Luig (44), Nürnberg, Diplom-Biologe       | 3        | 4        | 5        | 1        | 2        |
| 48      | 14. Juni 2025 | 4              | Musik                 | Andrea Kiewel       | 4          | Beate Otto (62), Bielefeld, Sachbearbeiterin      | 5        | 1        | 2        | 3        | 4        |
| 48      | 14. Juni 2025 | 5              | Zeitgeschehen         | Frank Plasberg      |            |                                                   |          |          |          |          |          |

### Juli ’25
| Ausgabe | Datum         | Wissensgebiete | Wissensgebiete        | Prominente Experten | Kandidaten | Kandidaten                                            | Ergebnis | Ergebnis | Ergebnis | Ergebnis | Ergebnis |
| ------- | ------------- | -------------- | --------------------- | ------------------- | ---------- | ----------------------------------------------------- | -------- | -------- | -------- | -------- | -------- |
| 49      | 26. Juli 2025 | 1              | Literatur und Sprache | Anna Thalbach       | 1          | Suse Kley (38), Leipzig, Mathematikerin               | 3        |          |          |          |          |
| 49      | 26. Juli 2025 | 2              | Ernährung             | Alexander Herrmann  | 2          | Rolf Mayr (60), Troisdorf, Versicherungsmanager       | 5        |          |          |          |          |
| 49      | 26. Juli 2025 | 3              | Sport                 | Boris Becker        | 3          | Stephan Steffan (37), Leipzig, Quizmaster             | 3        | 4        | 5        | 1        | 2        |
| 49      | 26. Juli 2025 | 4              | Musik                 | David Garrett       | 4          | Steffen Löwe (37), Gera, Autor und Lektor             | 1        | 2        | 3        |          |          |
| 49      | 26. Juli 2025 | 5              | Zeitgeschehen         | Pinar Atalay        | 5          | Jonas Lord (33), München, Synchronautor und Redakteur | 3        | 4        | 5        |          |          |
|         |               |                |                       |                     | 6          | Olaf Wuttke (74), Wedel, Pensionär                    | 2        |          |          |          |          |

## Mitwirkende
| Wissensgebiet                                     | Prominente Experten |
| ------------------------------------------------- | --- |
| Sport                                             | Katrin Müller-Hohenstein (20×), Marcel Reif (24×), Andrea Kaiser (3×), Michael Stich (1×), Franziska van Almsick (11×), Oliver Pocher (1×), Katarina Witt (2×), Waldemar Hartmann (2×), Boris Becker (3×), Stefan Effenberg (1×), Laura Wontorra (1×), Britta Heidemann (1×), Julia Scharf (3×)         |
| Ernährung                                         | Tim Mälzer (12×), Christian Rach (1×), Alexander Herrmann (8×), Nelson Müller (1×), Horst Lichter (3×), Johann Lafer (7×), Sarah Wiener (7×) |
| Natur und Wissenschaft (bis 2016: Natur)          | Dirk Steffens (7×), Andreas Kieling (3×), Eckart von Hirschhausen (1×), Hannes Jaenicke (1×) |
| Literatur und Sprache (bis 2015: Literatur)       | Hellmuth Karasek (2×), Andrea Sawatzki (1×), Esther Schweins (1×), Jürgen von der Lippe (6×), Katharina Thalbach (10×), Anna Thalbach (20×), Hubertus Meyer-Burckhardt (1×), Natalia Wörner (1×), Axel Milberg (18×), Christine Westermann (2×), Christine Urspruch (4×)                                |
| Erdkunde                                          | Willi Weitzel (1×), Bernhard Hoëcker (3×), Wigald Boning (25×), Dieter Nuhr (2×), Hardy Krüger (1×), Michael Kessler (2×) |
| Film und Fernsehen (2012: Film)                   | Jürgen Vogel (1×), Michael Herbig (27×), Andrea Kiewel (1×), Bastian Pastewka (18×), Oliver Kalkofe (1×), Guido Cantz (2×), Steven Gätjen (2×), Veronica Ferres (1×), Kurt Krömer (2×), Jan Josef Liefers (1×), Anna Loos (1×)                                                                          |
| Politik                                           | Klaus Töpfer (1×), Sabine Leutheusser-Schnarrenberger (1×), Heiner Geißler (1×) |
| Zeitgeschehen                                     | Alice Schwarzer (1×), Steffen Hallaschka (5×), Frank Plasberg (12×), Ulrich Wickert (10×), Frauke Ludowig (1×), Norbert Blüm (1×), Helmut Markwort (1×), Jan Hofer (2×), Anne Gesthuysen (3×), Jens Riewa (4×), Barbara Hahlweg (2×), Christian Sievers (1×), Pinar Atalay (2×), Katrin Bauerfeind (3×) |
| Musik                                             | Sido (1×), Ralph Siegel (1×), Sasha (4×), Andrea Kiewel (6×), David Garrett (1×) |
| Zeitgeschichte (2013 bis 2015: Neuere Geschichte) | Guido Knopp (16×), Norbert Blüm (1×), Ulrich Wickert (1×), Jan Hofer (1×) |
| Stars und Gesellschaft                            | Frauke Ludowig (1×) |

| Monat / Jahr           | Ausgabe | Wissensgebiete                       | Wissensgebiete            | Wissensgebiete          | Wissensgebiete                   | Wissensgebiete   | Wissensgebiete             | Wissensgebiete                     | Wissensgebiete                 | Wissensgebiete | Wissensgebiete | Wissensgebiete         |
| Monat / Jahr           | Ausgabe | Sport                                | Ernährung                 | Natur und Wissenschaft  | Literatur und Sprache            | Erdkunde         | Film und Fernsehen         | Politik                            | Zeitgeschehen                  | Musik          | Zeitgeschichte | Stars und Gesellschaft |
| ---------------------- | ------- | ------------------------------------ | ------------------------- | ----------------------- | -------------------------------- | ---------------- | -------------------------- | ---------------------------------- | ------------------------------ | -------------- | -------------- | ---------------------- |
| April ’12              | 1       | Katrin Müller-Hohenstein             |                           | Dirk Steffens           | Hellmuth Karasek                 | Willi Weitzel    | Jürgen Vogel               |                                    |                                |                |                |                        |
| April ’12              | 2       | Marcel Reif                          | Tim Mälzer                |                         | Andrea Sawatzki                  | Bernhard Hoëcker |                            | Klaus Töpfer                       |                                |                |                |                        |
| August ’12             | 3       | Marcel Reif                          |                           | Andreas Kieling         | Esther Schweins                  |                  |                            |                                    |                                | Sido           | Guido Knopp    |                        |
| August ’12             | 4       | Andrea Kaiser                        | Tim Mälzer                |                         | Jürgen von der Lippe             | Bernhard Hoëcker |                            |                                    | Alice Schwarzer                |                |                |                        |
| November ’13           | 5       | Marcel Reif                          |                           | Dirk Steffens           | Katharina Thalbach               |                  |                            |                                    |                                | Ralph Siegel   | Guido Knopp    |                        |
| November ’13           | 6       | Michael Stich                        | Christian Rach            |                         |                                  | Wigald Boning    |                            | Sabine Leutheusser-Schnarrenberger | Steffen Hallaschka             |                |                |                        |
| Mai ’14                | 7       | Andrea Kaiser                        | Alexander Herrmann        |                         | Jürgen von der Lippe             | Dieter Nuhr      |                            |                                    | Steffen Hallaschka             |                |                |                        |
| Mai ’14                | 8       | Marcel Reif                          | Tim Mälzer                |                         | Katharina Thalbach               |                  | Michael Herbig             |                                    |                                |                | Guido Knopp    |                        |
| Oktober / November ’14 | 9       | Franziska van Almsick                | Alexander Herrmann        | Eckart von Hirschhausen |                                  | Wigald Boning    |                            |                                    |                                |                | Guido Knopp    |                        |
| Oktober / November ’14 | 10      | Marcel Reif                          |                           | Hannes Jaenicke         | Anna Thalbach                    | Hardy Krüger     |                            |                                    | Frank Plasberg                 |                |                |                        |
| Oktober / November ’14 | 11      | Andrea Kaiser                        | Tim Mälzer                |                         | Hellmuth Karasek                 | Bernhard Hoëcker |                            |                                    | Steffen Hallaschka             |                |                |                        |
| März ’15               | 12      | Oliver Pocher                        |                           | Dirk Steffens           | Anna Thalbach                    | Dieter Nuhr      |                            |                                    | Frank Plasberg                 |                |                |                        |
| März ’15               | 13      | Marcel Reif                          | Tim Mälzer                |                         | Katharina Thalbach               |                  | Michael Herbig             |                                    |                                |                | Guido Knopp    |                        |
| September ’15          | 14      | Marcel Reif                          | Alexander Herrmann        |                         |                                  | Wigald Boning    | Andrea Kiewel              |                                    | Frank Plasberg                 |                |                |                        |
| September ’15          | 15      | Katrin Müller-Hohenstein             | Tim Mälzer                |                         | Jürgen von der Lippe             |                  | Michael Herbig             |                                    |                                | Sasha          |                |                        |
| Oktober ’15            | S1      | Katarina Witt                        |                           |                         | Hubertus Meyer-Burckhardt        | Michael Kessler  | Bastian Pastewka           |                                    |                                |                | Guido Knopp    |                        |
| Mai ’16                | 16      | Waldemar Hartmann                    | Nelson Müller             | Dirk Steffens           | Anna Thalbach                    |                  |                            |                                    | Steffen Hallaschka             |                |                |                        |
| Mai ’16                | 17      | Marcel Reif                          |                           |                         | Katharina Thalbach               | Wigald Boning    | Oliver Kalkofe             |                                    |                                |                | Norbert Blüm   |                        |
| Juli ’16               | 18      | Boris Becker                         | Alexander Herrmann        |                         |                                  |                  | Guido Cantz                |                                    |                                | Sasha          | Guido Knopp    |                        |
| Juli ’16               | 19      | Stefan Effenberg                     |                           |                         | Natalia Wörner                   | Wigald Boning    | Steven Gätjen              |                                    | Ulrich Wickert                 |                |                |                        |
| November ’16           | S2      | Marcel Reif                          | Tim Mälzer                |                         | Katharina Thalbach               |                  | Michael Herbig             |                                    |                                |                | Guido Knopp    |                        |
| November ’16           | S3      | Marcel Reif                          | Tim Mälzer                |                         | Katharina Thalbach               |                  | Michael Herbig             |                                    |                                |                | Guido Knopp    |                        |
| Dezember ’16           | S4      | Boris Becker                         |                           |                         |                                  |                  | Veronica Ferres            | Heiner Geißler                     | Frauke Ludowig                 | Sasha          |                |                        |
| April ’17              | 20      | Marcel Reif                          |                           |                         | Katharina Thalbach               | Wigald Boning    | Guido Cantz                |                                    |                                |                | Guido Knopp    |                        |
| April ’17              | 21      | Franziska van Almsick                |                           |                         | Axel Milberg                     | Wigald Boning    | Michael Herbig             |                                    |                                |                | Guido Knopp    |                        |
| Juli ’17               | 22      | Franziska van Almsick                | Tim Mälzer                | Dirk Steffens           | Jürgen von der Lippe             |                  |                            |                                    | Norbert Blüm                   |                |                |                        |
| Juli ’17               | 23      | Marcel Reif                          | Horst Lichter             | Andreas Kieling         | Anna Thalbach                    |                  |                            |                                    | Helmut Markwort                |                |                |                        |
| November ’17           | 24      | Laura Wontorra                       |                           |                         | Axel Milberg                     | Wigald Boning    | Steven Gätjen              |                                    |                                |                | Ulrich Wickert |                        |
| November ’17           | 25      | Marcel Reif                          |                           |                         | Katharina Thalbach               | Michael Kessler  | Bastian Pastewka           |                                    |                                |                | Guido Knopp    |                        |
| April ’18              | 26      | Marcel Reif                          | Tim Mälzer                |                         | Anna Thalbach                    |                  | Michael Herbig             |                                    |                                |                | Jan Hofer      |                        |
| April ’18              | 27      | Katrin Müller-Hohenstein             | Horst Lichter             |                         | Axel Milberg                     |                  | Michael Herbig             |                                    |                                |                | Guido Knopp    |                        |
| Juli ’18               | S5      | Marcel Reif                          | Tim Mälzer                |                         | Anna Thalbach                    |                  | Michael Herbig             |                                    |                                |                | Guido Knopp    |                        |
| November ’18           | 28      | Katrin Müller-Hohenstein             |                           | Dirk Steffens           | Anna Thalbach                    |                  | Michael Herbig             |                                    | Jan Hofer                      |                |                |                        |
| November ’18           | 29      | Katrin Müller-Hohenstein             |                           | Andreas Kieling         | Axel Milberg                     |                  | Bastian Pastewka           |                                    | Frank Plasberg                 |                |                |                        |
| April ’19              | 30      | Franziska van Almsick                |                           |                         | Christine Westermann             | Wigald Boning    | Michael Herbig             |                                    | Ulrich Wickert                 |                |                |                        |
| Mai ’19                | 31      | Marcel Reif                          | Horst Lichter             |                         | Anna Thalbach                    |                  | Michael Herbig             |                                    |                                | Sasha          |                |                        |
| Oktober ’19            | 32      | Katrin Müller-Hohenstein             | Alexander Herrmann        |                         | Christine Westermann             |                  | Michael Herbig             |                                    | Ulrich Wickert                 |                |                |                        |
| Dezember ’19           | 33      | Marcel Reif                          |                           |                         | Christine Urspruch               | Wigald Boning    | Bastian Pastewka           |                                    | Frank Plasberg                 |                |                |                        |
| Februar ’20            | 34      | Franziska van Almsick                |                           | Dirk Steffens           | Anna Thalbach                    |                  | Bastian Pastewka           |                                    |                                |                | Guido Knopp    |                        |
| März ’20               | 35      | Katrin Müller-Hohenstein             |                           |                         | Axel Milberg                     | Wigald Boning    | Michael Herbig             |                                    | Ulrich Wickert                 |                |                |                        |
| September ’20          | S6      | Katrin Müller-Hohenstein             |                           |                         | Anna Thalbach                    | Wigald Boning    | Michael Herbig             |                                    | Ulrich Wickert                 |                |                |                        |
| September ’20          | S7      | Katrin Müller-Hohenstein             |                           |                         | Anna Thalbach                    | Wigald Boning    | Michael Herbig             |                                    | Ulrich Wickert                 |                |                |                        |
| November ’20           | 36      | Katrin Müller-Hohenstein             | Alexander Herrmann        |                         | Axel Milberg                     |                  | Bastian Pastewka           |                                    | Steffen Hallaschka             |                |                |                        |
| März ’21               | S8      | Katrin Müller-Hohenstein             | Tim Mälzer                |                         | Jürgen von der Lippe             |                  | Bastian Pastewka           |                                    | Ulrich Wickert                 |                |                |                        |
| April ’21              | 37      | Katrin Müller-Hohenstein             |                           |                         | Anna Thalbach                    | Wigald Boning    | Michael Herbig             |                                    | Jan Hofer                      |                |                |                        |
| Mai ’21                | 38      | Marcel Reif                          |                           |                         | Axel Milberg                     | Wigald Boning    | Bastian Pastewka           |                                    | Anne Gesthuysen                |                |                |                        |
| September ’21          | S9      | Franziska van Almsick                |                           |                         | Axel Milberg                     |                  | Michael Herbig             |                                    | Ulrich Wickert                 |                |                | Frauke Ludowig         |
| Oktober ’21            | 39      | Katrin Müller-Hohenstein             | Johann Lafer              |                         | Christine Urspruch               |                  | Bastian Pastewka           |                                    | Frank Plasberg                 |                |                |                        |
| April ’22              | S10     | Britta Heidemann                     | Johann Lafer              |                         | Axel Milberg                     |                  | Michael Herbig             |                                    | Frank Plasberg                 |                |                |                        |
| Juni ’22               | S11     | Waldemar Hartmann                    |                           |                         | Jürgen von der Lippe             |                  | Michael Herbig             |                                    | Jens Riewa                     | Andrea Kiewel  |                |                        |
| Juli ’22               | 40      | Julia Scharf                         |                           |                         | Axel Milberg                     | Wigald Boning    | Bastian Pastewka           |                                    | Ulrich Wickert                 |                |                |                        |
| September ’22          | S12     | Katarina Witt                        | Johann Lafer              |                         |                                  | Wigald Boning    | Michael Herbig             |                                    | Barbara Hahlweg                |                |                |                        |
| September ’22          | 41      | Katrin Müller-Hohenstein             |                           |                         | Axel Milberg                     |                  | Bastian Pastewka           |                                    |                                | Andrea Kiewel  | Guido Knopp    |                        |
| März ’23               | 42      | Franziska van Almsick                | Johann Lafer              |                         | Axel Milberg                     |                  | Bastian Pastewka           |                                    | Barbara Hahlweg                |                |                |                        |
| April ’23              | S13     | Franziska van Almsick                |                           |                         | Christine Urspruch               | Wigald Boning    | Bastian Pastewka           |                                    | Frank Plasberg                 |                |                |                        |
| Juni ’23               | 43      | Marcel Reif                          | Sarah Wiener              |                         | Anna Thalbach                    |                  | Michael Herbig             |                                    | Jens Riewa                     |                |                |                        |
| September ’23          | S14     | Marcel Reif                          | Sarah Wiener              |                         | Axel Milberg                     |                  | Michael Herbig             |                                    |                                | Andrea Kiewel  |                |                        |
| September ’23          | 44      | Franziska van Almsick                |                           |                         | Anna Thalbach                    | Wigald Boning    | Bastian Pastewka           |                                    | Frank Plasberg                 |                |                |                        |
| April ’24              | 45      | Julia Scharf                         |                           |                         |                                  | Wigald Boning    | Michael Herbig             |                                    | Christian Sievers              | Andrea Kiewel  |                |                        |
| April ’24              | S15     | Katrin Müller-Hohenstein Marcel Reif | Sarah Wiener Johann Lafer |                         | Katharina Thalbach Anna Thalbach |                  | Michael Herbig Kurt Krömer |                                    | Anne Gesthuysen Frank Plasberg |                |                |                        |
| April ’24              | S16     | Katrin Müller-Hohenstein Marcel Reif | Sarah Wiener Johann Lafer |                         | Katharina Thalbach Anna Thalbach |                  | Michael Herbig Kurt Krömer |                                    | Anne Gesthuysen Frank Plasberg |                |                |                        |
| Juli ’24               | 46      | Julia Scharf                         | Sarah Wiener              |                         | Axel Milberg                     |                  |                            |                                    | Ulrich Wickert                 | Andrea Kiewel  |                |                        |
| August ’24             | S17     | Katrin Müller-Hohenstein             |                           |                         | Anna Thalbach                    | Wigald Boning    | Bastian Pastewka           |                                    | Jens Riewa                     |                |                |                        |
| August ’24             | S18     | Katrin Müller-Hohenstein             |                           |                         | Anna Thalbach                    | Wigald Boning    | Bastian Pastewka           |                                    | Jens Riewa                     |                |                |                        |
| September ’24          | S19     | Marcel Reif                          | Sarah Wiener              |                         | Anna Thalbach                    | Wigald Boning    | Bastian Pastewka           |                                    |                                |                |                |                        |
| September ’24          | 47      | Franziska van Almsick                | Alexander Herrmann        |                         | Axel Milberg                     |                  | Bastian Pastewka           |                                    | Pinar Atalay                   |                |                |                        |
| März ’25               | S20     | Katrin Müller-Hohenstein             |                           |                         | Axel Milberg                     | Wigald Boning    | Jan Josef Liefers          |                                    | Katrin Bauerfeind              |                |                |                        |
| März ’25               | S21     | Katrin Müller-Hohenstein             |                           |                         | Axel Milberg                     | Wigald Boning    | Anna Loos                  |                                    | Katrin Bauerfeind              |                |                |                        |
| Juni ’25               | 48      | Marcel Reif                          | Johann Lafer              |                         | Christine Urspruch               |                  |                            |                                    | Frank Plasberg                 | Andrea Kiewel  |                |                        |
| Juli ’25               | 49      | Boris Becker                         | Alexander Herrmann        |                         | Anna Thalbach                    |                  |                            |                                    | Pinar Atalay                   | David Garrett  |                |                        |
| September ’25          | S22     | Franziska van Almsick                | Sarah Wiener              |                         | Axel Milberg                     |                  | Michael Herbig             |                                    | Katrin Bauerfeind              |                |                |                        |

- Spezialausgabe

## Quoten
| Ausgabe | Datum         | Zuschauer Gesamt | 14 bis 49 Jahre | Marktanteil Gesamt | 14 bis 49 Jahre |
| ------- | ------------- | ---------------- | --------------- | ------------------ | --------------- |
| 2012    |               |                  |                 |                    |                 |
| 0001    | 14. April     | 3,26 Mio.        | 0,86 Mio.       | 10,9 %             | 09,8 %          |
| 0002    | 21. April     | 5,00 Mio.        | 1,20 Mio.       | 16,4 %             | 10,6 %          |
| 0003    | 23. August    | 3,24 Mio.        | 0,68 Mio.       | 12,2 %             | 06,8 %          |
| 0004    | 25. August    | 3,79 Mio.        | 0,94 Mio.       | 14,8 %             | 08,7 %          |
| 2013    |               |                  |                 |                    |                 |
| 0005    | 20. November  | 4,22 Mio.        | 0,65 Mio.       | 13,4 %             | 05,4 %          |
| 0006    | 30. November  | 3,81 Mio.        | 0,76 Mio.       | 13,1 %             | 07,3 %          |
| 2014    |               |                  |                 |                    |                 |
| 0007    | 28. Mai       | 4,37 Mio.        | 0,71 Mio.       | 15,4 %             | 07,2 %          |
| 0008    | 31. Mai       | 4,64 Mio.        | 1,07 Mio.       | 18,6 %             | 12,8 %          |
| 0009    | 23. Oktober   | 3,66 Mio.        | 0,65 Mio.       | 11,6 %             | 05,6 %          |
| 0010    | 30. Oktober   | 4,06 Mio.        | 0,57 Mio.       | 12,6 %             | 04,9 %          |
| 0011    | 1. November   | 5,28 Mio.        | 1,07 Mio.       | 17,0 %             | 09,6 %          |
| 2015    |               |                  |                 |                    |                 |
| 0012    | 26. März      | 3,61 Mio.        | 0,51 Mio.       | 11,2 %             | 04,2 %          |
| 0013    | 28. März      | 4,82 Mio.        | 0,96 Mio.       | 16,8 %             | 09,7 %          |
| 0014    | 9. September  | 3,59 Mio.        | 0,64 Mio.       | 12,6 %             | 06,5 %          |
| 0015    | 12. September | 4,15 Mio.        | 0,69 Mio.       | 16,0 %             | 08,0 %          |
| 00S1    | 3. Oktober    | 4,48 Mio.        | 0,75 Mio.       | 15,8 %             | 07,4 %          |
| 2016    |               |                  |                 |                    |                 |
| 0016    | 5. Mai        | 3,56 Mio.        | 0,70 Mio.       | 12,1 %             | 07,2 %          |
| 0017    | 7. Mai        | 3,75 Mio.        | 0,82 Mio.       | 14,4 %             | 09,1 %          |
| 0018    | 21. Juli      | 4,08 Mio.        | 0,70 Mio.       | 15,3 %             | 07,9 %          |
| 0019    | 23. Juli      | 3,99 Mio.        | 0,74 Mio.       | 17,4 %             | 10,7 %          |
| 00S2    | 3. November   | 3,62 Mio.        | 0,49 Mio.       | 11,4 %             | 04,5 %          |
| 00S3    | 5. November   | 4,81 Mio.        | 0,84 Mio.       | 16,1 %             | 08,5 %          |
| 00S4    | 10. Dezember  | 3,27 Mio.        | 0,52 Mio.       | 11,7 %             | 05,7 %          |
| 2017    |               |                  |                 |                    |                 |
| 0020    | 27. April     | 3,20 Mio.        | 0,57 Mio.       | 10,5 %             | 05,6 %          |
| 0021    | 29. April     | 4,57 Mio.        | 0,99 Mio.       | 16,2 %             | 11,0 %          |
| 0022    | 6. Juli       | 3,56 Mio.        | 0,61 Mio.       | 14,0 %             | 07,6 %          |
| 0023    | 8. Juli       | 3,85 Mio.        | 0,61 Mio.       | 17,3 %             | 09,4 %          |
| 0024    | 23. November  | 2,93 Mio.        | 0,44 Mio.       | 09,3 %             | 04,2 %          |
| 0025    | 25. November  | 4,31 Mio.        | 0,76 Mio.       | 14,6 %             | 08,0 %          |
| 2018    |               |                  |                 |                    |                 |
| 0026    | 5. April      | 3,97 Mio.        | 0,73 Mio.       | 12,3 %             | 07,2 %          |
| 0027    | 7. April      | 4,71 Mio.        | 0,83 Mio.       | 17,0 %             | 09,7 %          |
| 00S5    | 28. Juli      | 3,88 Mio.        | 0,75 Mio.       | 16,9 %             | 11,2 %          |
| 0028    | 21. November  | 4,17 Mio.        | 0,60 Mio.       | 13,7 %             | 06,3 %          |
| 0029    | 24. November  | 3,25 Mio.        | 0,52 Mio.       | 11,6 %             | 05,9 %          |
| 2019    |               |                  |                 |                    |                 |
| 0030    | 13. April     | 4,40 Mio.        | 0,81 Mio.       | 15,7 %             | 09,6 %          |
| 0031    | 11. Mai       | 3,70 Mio.        | 0,57 Mio.       | 13,7 %             | 07,4 %          |
| 0032    | 5. Oktober    | 4,11 Mio.        | 0,58 Mio.       | 15,0 %             | 06,9 %          |
| 0033    | 21. Dezember  | 3,43 Mio.        | 0,61 Mio.       | 12,1 %             | 07,3 %          |
| 2020    |               |                  |                 |                    |                 |
| 0034    | 22. Februar   | 4,26 Mio.        | 0,77 Mio.       | 15,4 %             | 10,4 %          |
| 0035    | 21. März      | 4,52 Mio.        | 1,00 Mio.       | 13,3 %             | 09,7 %          |
| 00S6    | 23. September | 3,78 Mio.        | 0,63 Mio.       | 13,2 %             | 07,9 %          |
| 00S7    | 26. September | 4,56 Mio.        | 0,83 Mio.       | 16,4 %             | 11,7 %          |
| 0036    | 7. November   | 4,67 Mio.        | 0,87 Mio.       | 15,6 %             | 10,3 %          |
| 2021    |               |                  |                 |                    |                 |
| 00S8    | 27. März      | 4,61 Mio.        | 0,77 Mio.       | 15,6 %             | 09,7 %          |
| 0037    | 10. April     | 4,31 Mio.        | 0,71 Mio.       | 14,3 %             | 09,0 %          |
| 0038    | 29. Mai       | 3,54 Mio.        | 0,46 Mio.       | 13,4 %             | 07,6 %          |
| 00S9    | 18. September | 3,18 Mio.        | 0,54 Mio.       | 13,3 %             | 09,1 %          |
| 0039    | 30. Oktober   | 4,27 Mio.        | 0,54 Mio.       | 16,4 %             | 08,9 %          |
| 2022    |               |                  |                 |                    |                 |
| 0S10    | 23. April     | 3,81 Mio.        | 0,53 Mio.       | 14,3 %             | 08,4 %          |
| 0S11    | 25. Juni      | 3,45 Mio.        | 0,33 Mio.       | 18,7 %             | 08,8 %          |
| 0040    | 2. Juli       | 3,19 Mio.        | 0,45 Mio.       | 17,1 %             | 12,0 %          |
| 0S12    | 10. September | 3,05 Mio.        | 0,36 Mio.       | 13,8 %             | 07,9 %          |
| 0041    | 24. September | 3,85 Mio.        | 0,54 Mio.       | 17,1 %             | 11,8 %          |
| 2023    |               |                  |                 |                    |                 |
| 0042    | 11. März      | 4,45 Mio.        | 0,55 Mio.       | 18,4 %             | 10,1 %          |
| 0S13    | 29. April     | 3,41 Mio.        | 0,48 Mio.       | 14,2 %             | 09,3 %          |
| 0043    | 17. Juni      | 3,17 Mio.        | 0,40 Mio.       | 17,2 %             | 11,5 %          |
| 0S14    | 16. September | 3,04 Mio.        | 0,47 Mio.       | 14,7 %             | 11,1 %          |
| 0044    | 30. September | 3,10 Mio.        | 0,36 Mio.       | 14,1 %             | 07,9 %          |
| 2024    |               |                  |                 |                    |                 |
| 0045    | 6. April      | 3,59 Mio.        | 0,49 Mio.       | 16,5 %             | 11,0 %          |
| 0S15    | 24. April     | 3,72 Mio.        | 0,44 Mio.       | 15,1 %             | 09,3 %          |
| 0S16    | 27. April     | 3,65 Mio.        | 0,37 Mio.       | 16,1 %             | 08,6 %          |
| 0046    | 13. Juli      | 3,59 Mio.        | 0,44 Mio.       | 19,0 %             | 12,3 %          |
| 0S17    | 14. August    | 3,45 Mio.        | 0,43 Mio.       | 16,2 %             | 11,2 %          |
| 0S18    | 17. August    | 3,27 Mio.        | 0,38 Mio.       | 16,3 %             | 10,6 %          |
| 0S19    | 14. September | 2,86 Mio.        | 0,33 Mio.       | 12,2 %             | 05,8 %          |
| 0047    | 28. September | 3,94 Mio.        | 0,54 Mio.       | 17,1 %             | 11,3 %          |
| 2025    |               |                  |                 |                    |                 |
| 0S20    | 22. März      | 3,59 Mio.        | 0,49 Mio.       | 15,9 %             | 10,8 %          |
| 0S21    | 29. März      | 3,61 Mio.        | 0,51 Mio.       | 16,4 %             | 11,4 %          |

## Auszeichnungen
- Grüner Drehpass 2015[123]